# 윤한
윤한(본명: 전윤한, 田潤翰, 1983년 10월 14일~)은 대한민국의 피아니스트, 싱어송라이터, 교수이다. 본관은 담양(潭陽)이다.
2006년 버클리 음악 대학을 졸업하고 2010년 1집 《Untouched》를 발표하며 피아니스트로 데뷔한 이래 KBS2 《성균관 스캔들》, tvN 《로맨스가 필요해》 등 드라마 OST 제작에 참여했다. 또한 피아노 연주자로서 정기적인 공연과 함께 뮤지컬 《모비딕》에서 주인공 이스마엘 역을 연기했고 MBC 《우리 결혼했어요》에서 배우 이소연과 함께 가상 부부로 출연하는 등 뮤지션 뿐만 아니라 음악 프로그램 진행자, 라디오 DJ, 음악 감독 등 다양한 분야에서 활동하고 있다. 2016년 대학 교수로 임용, 용인대학교 실용음악과 교수를 거쳐 2017년부터 경희대학교 예술디자인대학 포스트모던음악학과 및 아트·퓨전디자인대학원 실용음악학과 교수로 재직 중이다.

## 생애

### 생애 초반
윤한은 1983년 10월 14일에 서울특별시 강남구 대치동에서 2남 중 차남으로 태어났다. 아버지가 대기업 임원이었기에 유복한 환경에서 자란 그는 학창 시절 전교 3등 밖으로 넘어간 적이 없는 우등생이었으며, 초·중·고등학교 12년 내내 반장, 부반장을 역임했다. 이렇게 본래 이과생으로 보수적인 집안 환경에서 부모의 기대에 따라 학업에만 열중하던 모범생이었다. 그러나 자신이 진정으로 하고 싶은 것이 무엇인가에 대해 고민하던 중에 TV에서 가수 김동률을 보고 감명받아 그처럼 버클리 음악 대학에 입학해 음악을 전공하기로 결심한다. 꿈이 생긴 그는 고등학교 2학년 때부터 6개월 동안 피아노, 화성학, 토플 공부에 진력한 끝에 3학년 1학기에 버클리 음대 합격 통보를 받았다. 2002년 단국대학교 사범대학 부속고등학교를 졸업하였으며, 고교 동창으로 클릭비 멤버 유호석, 노민혁, 배우 김재욱이 있다. 졸업과 함께 미국 유학길에 오른 그는 스스로 음악에 재능이 있다고 여겼으나 전 세계의 수재들이 모이는 버클리 음대였기에 오랜 시간이 지나지 않아 본인의 위치를 실감하게 되었다. 버클리 음대는 입학할 때 실력에 따라 1~8까지 학생의 등급을 나누는데 그는 가장 낮은 1등급을 받고 들어간 것이다. 그래서 그가 승부를 걸 수 있는 곳은 성실함이라고 판단, 대학 4년 동안 하루에 12~13시간씩 새벽 2시까지 피아노를 연습한 끝에 1에서 시작한 등급을 7등급까지 올리며 학교에서 장학금을 받는 장학생이 되었다. 이 시절 대학에서 덩치 큰 외국인 친구들에게 체격적으로 밀리지 않기 위해 단백질 보충제를 먹으며 운동을 한 결과 체중이 90kg까지 나가 별명이 ‘버클리 체대’이기도 했다. 2006년 버클리 음악 대학 영화음악작곡학과를 차석으로 졸업 후 한국으로 귀국해 병역을 마쳤다.

### 초기 경력
2008년 전역 후 본격적인 음악 활동을 위해 윤한은 직접 영화 제작사를 찾아다니며 문을 두드렸으나, 그가 배웠던 영화 음악이 한국의 시스템과 전혀 달랐기에 모두 외면당했다. 각종 오디션과 콘테스트에도 많이 나갔지만 한 번도 입상을 하지 못 하고 떨어졌고, 동네 학원에서 전공생도 아닌 일반인들에게 ‘도레미파솔라시도’를 가르치며 한 달에 30~40만원을 벌 때도 있었다. 그렇게 2년의 시간을 보내다가 마지막으로 참가한 콩쿠르에서도 떨어지며 실망하고 있던 중 연주음악 전문 레이블인 스톰프뮤직의 눈에 띄게 되었다. ‘제2의 이루마’로 같이 일해보자는 제안에 그는 2010년 1집 《Untouched》를 발표하며 피아니스트로 데뷔하였다. 앨범 제목인 Untouched는 ‘순수한, 손대지 않은’이란 의미를 담고 있음을 강조하면서 재즈의 대중화, 그리고 쉽게 들을 수 있는 소울에서 아무도 시도하지 않은 음악을 만들고 싶은 마음으로 데뷔 음반을 만들었다고 밝혔다. 펑키, 재즈, 소울 등 여러 장르를 복합시켜 본인이 전곡을 작사, 작곡, 편곡 및 프로듀싱한 이 앨범은 한터 차트 및 핫트랙스 실시간 음반판매량 1위를 기록했다. 같은 해 KBS2 드라마 《성균관 스캔들》의 삽입곡 ‘그대를 그리다’를 만들며 첫 OST 작업을 하였다. 2011년 일본 음반사 포니캐년의 요청으로 드라마 명곡 피아노 솔로 연주집 《Love & Sorrow》를 발매했다. 이는 한류 열풍에 맞추어 한국 인기 드라마 OST를 피아노로 연주할 한국인 연주자를 물색한 끝에 그가 낙점되어 만들어진 작품으로, ‘한류 피아노의 문을 열었다’는 평가를 받았다. 그해 tvN 《로맨스가 필요해》 OST 제작에 참여했다.
2012년 2집 《For This Moment》를 발표하였다. 음반 전체의 완성도를 중요하게 여겨 음반에 영화 시나리오처럼 이야기를 담았다는 이 앨범에는 사랑에 빠졌다가(3번 트랙 ‘Capuccino’) 청혼을 하고(7번 ‘Marry Me’) 이별을 겪은 후(9번 ‘그 사람이라서’), 여행을 떠나는(12번 ‘Travel’) 한 사람의 연애사가 새겨져 있다고 말했다. 동년 3월부터 1개월 동안 뮤지컬 《모비딕》에서 주인공 이스마엘 역을 연기했다. 그는 음악가가 뮤지컬 같은 다른 영역에 도전하는 것에 대하여 다음과 같이 밝혔다.
| “ | 갓 데뷔할 때에는 음악에 대한 고집이 있었다. 음악 이외의 다른 영역에는 도전하고 싶지 않았다. 음악으로 윤한이라는 이름을 알리고 난 다음에 다른 영역에 도전하고 싶었다. 《모비딕》 출연 제의가 들어왔을 때 처음에는 거절했다. 음악적으로 채워지지 않은 상태에서 뮤지컬이라는 새로운 장르에 도전한다는 게 거북했다. 그런데 부모님이 옆에서 보고 계시다가 ‘새로운 영역에 도전한다는 무거운 생각을 갖지 말고 친구 사귄다고 생각하고 편하게 도전하라’고 조언해 주셨다. 그 덕분에 뮤지컬에 출연하게 되었다. 뮤지컬에 출연한 것을 계기로 좋은 배우들을 많이 만났다. 또 그것을 시작으로 음악 외에도 잡지 화보 촬영이나 방송처럼, 내가 할 수 있는 영역이라면 어디든지 뛰어들 준비가 되었다. | ” |

이어 9월부터 12월까지 MBC 《아름다운 콘서트》의 음악 감독 겸 보조 진행자로 출연했다. 이처럼 다양한 활동을 통해 영역을 넓힌 윤한은 2012년 5월 첫 단독 콘서트 ‘The Piano’를 개최하여 매진을 기록하며 성황리에 마무리했고, 이어 8월에 열린 두 번째 콘서트 ‘THE PIANO and Friends’, 12월에 진행된 세 번째 콘서트 ‘the PARTY’까지 전석 매진을 기록하였다.

### 아티스트로서 도약
2013년 윤한은 그동안 팬들이 보여준 사랑에 대한 감사의 표시로 팬클럽 카페에서 혈액형이 B형인 팬들에게 설문조사를 진행, 팬들의 이야기를 하나로 모은 싱글 음원 ‘B형 여자’를 발매했다. 이 곡의 가사는 자신의 성격, 좋아하는 해외 음악가, 색깔, 꽃, 음식, 로망 등 총 8개의 문항에서 가장 많이 언급된 것들을 발췌하여 유머러스한 요소와 결합시킨 것이 특징이다. 또한 ‘B형 여자’는 제한된 시간 안에 해야 될 말이 많은 노래이기 때문에 기술적인 부분은 최대한 절제하고 기본 비트에 충실하려고 노력했으며, 절제됨 속에서 어쿠스틱함과 팝적인 그루브를 동시에 느낄 수 있는데 중점을 뒀다고 설명했다. 그해 8월 KBS2 《해피선데이 - 맘마미아》에서 아나운서 박은영의 맞선남으로 나오며 예능 프로그램에 첫 출연을 하였다. 당시 무대가 아닌 TV에서는 이름이 잘 알려져 있지 않았던 그였지만 방송 직후 인터넷 포털사이트 실시간 검색어 순위 1위에 오르며 주목을 받았다. 이어 9월부터 6개월 동안 MBC 《우리 결혼했어요》에서 배우 이소연과 함께 가상 부부로 호흡을 맞추며 결혼 적령기에 접어든 30대 커플의 현실적인 연애로 솔직한 모습을 선보여 대중들에게 많은 사랑을 받았다. 그의 출연으로 《우리 결혼했어요》의 시청률은 이전에 비해 2배로 오르게 되었다. 11월에는 피아노 기반의 팝 재즈 곡에서 벗어나 기타, 베이스, 드럼 기반의 밴드 사운드로 선보이는 영국풍 팝 넘버들로 채워진 미니 음반 《MAN ON PIANO》를 발표했다. 이 음반은 한 남자가 사랑에 빠졌을 때 하는 여러 가지 상황을 상상하며 떠오르는 모습들을 바탕으로 작업하여 만들어진 작품으로, 데이트를 준비하고(1번 트랙 ‘피아노 치는 남자’), 카페에서 이야기를 나누고(2번 ‘Cafe De Wilsburg’), 드라이브를 하며 노래를 부르고(3번 ‘The Drive Song’), 함께 있으면 언제나 기분 좋은(4번 ‘B형 여자’) 감정 변화들이 순서대로 나타나 있다. 마치 신인 밴드를 연상케 하는 이 앨범은 음악 스펙트럼 확대를 위한 첫 발을 뗀 작품이라고 밝혔다. 같은 해 SBS 《돈의 화신》, MBC 《구가의 서》, SBS 《장옥정, 사랑에 살다》, 《황금의 제국》 OST 작업에 참여했다.
2013년 12월 3일 종로의 카페 반줄에서 네이버 뮤직을 통해 초대한 30명의 손님들에게 음악감상회를 열었다. 여기서 그는 그의 피아노, 노래 사이마다 직접 음악에 대한 이야기를 들려주었고 평소 콘서트에서 들려주지 못했던 노래들, 그리고 최초로 타악기 카혼과 기타, 베이스만의 조촐한 소규모 편성으로 이전과는 또 다른 모습을 선보였다. 이어 같은 달 8일 첫 예술의전당 단독 공연 ‘MAN ON PIANO’를 하였다. 총 3부로 구성된 콘서트는 1부 윤한의 피아노 솔로, 2부는 재즈 무대, 3부는 오케스트라 협연의 영화음악 연주로 꾸며졌다. 1부에서 그는 연주를 하며 한 곡이 끝날 때마다 관련 소개를 덧붙이거나 현장 감정을 솔직하게 표현했고, 2부에서는 콘트라베이시스트 황정규와 드러머 신동진과 함께 재즈 장르로 편곡한 곡들을 차례로 연주했다. 마지막 3부에서 지휘자로 변신한 그는 세종필하모닉오케스트라 앞에서 애니메이션 《하울의 움직이는 성》 OST 메들리 곡으로 지휘와 피아노 연주를 병행하면서 무대를 이끌었다. 2013년 12월 열었던 네이버 음악감상회에서 들려준 음악 중 라이브로 처음 공개한 ‘바보처럼’, 어쿠스틱 세션으로 새롭게 부른 ‘London’, 그리고 음반으로는 처음 공개한 ‘Sky Dream (10월의 하늘)’과 《우리 결혼했어요》에서 임신 중인 이소연의 동생을 위해 만든 즉흥곡 ‘Sweet Dream’ 등 총 4곡을 라이브 앨범으로 담아 2014년 《윤한의 포근한 피아노 음감회》를 발매했다. 동년 2월 EBS FM 《경청》의 DJ로 발탁되어 6개월 뒤 프로그램이 종영할 때까지 활동하였다. 5월 국내외 유명 재즈 음악가들이 출연한 ‘서울 재즈 페스티벌 2014’에 황정규, 신동진과 함께 3인조 밴드를 이뤄 참가했다. 이 공연에서 그의 밴드는 ‘Spain’, ‘Love Affair’, ‘Marry Me’, ‘Someday My Prince Will Come’ 등의 곡을 연주하였다. 5월부터 7월까지 방영된 E Channel 《연애전당포》에서 고정 패널로 출연했다.

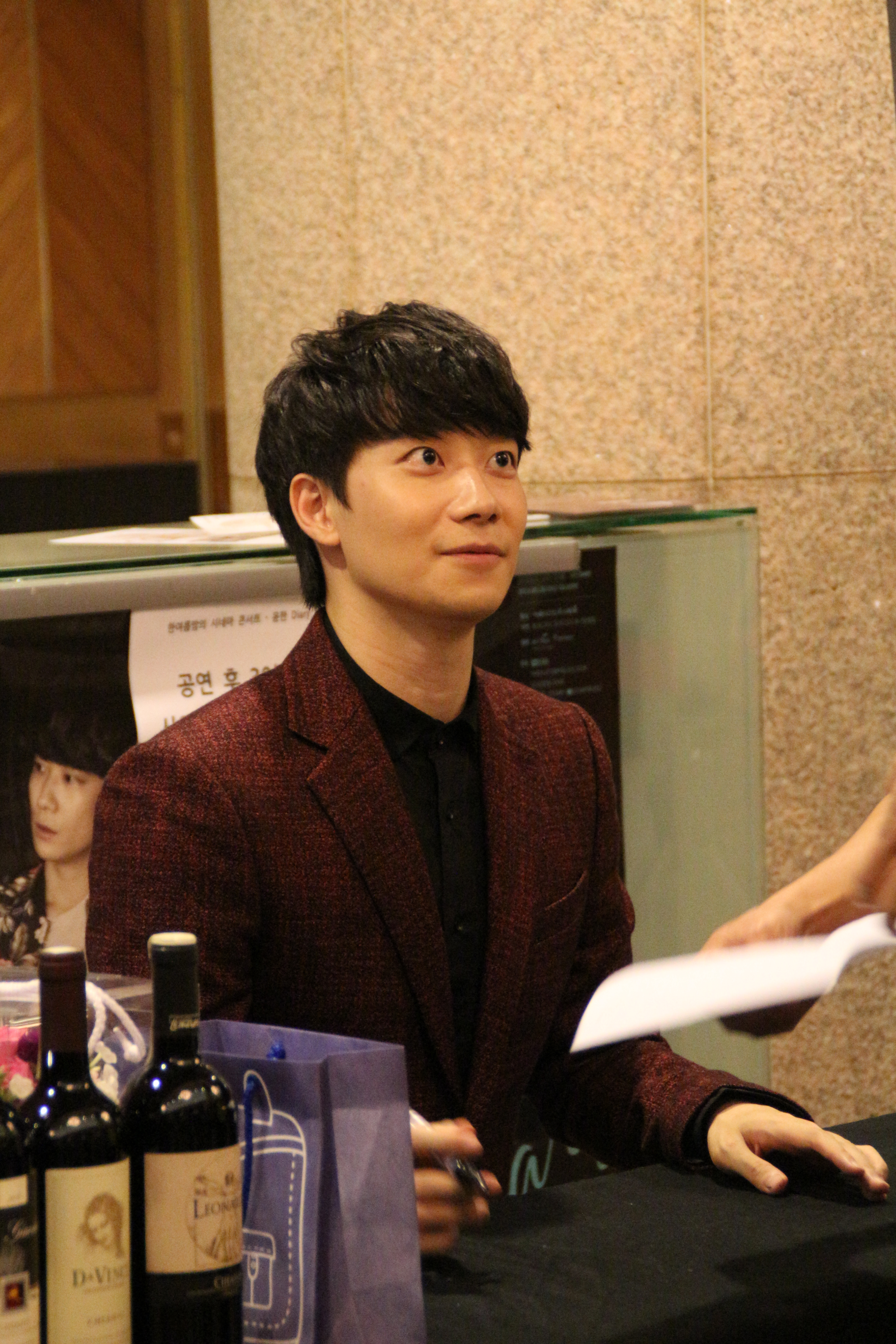
2014년 8월 콘서트 ‘한여름 밤의 시네마 콘서트 - 윤한 Diary’ 팬사인회에서 윤한
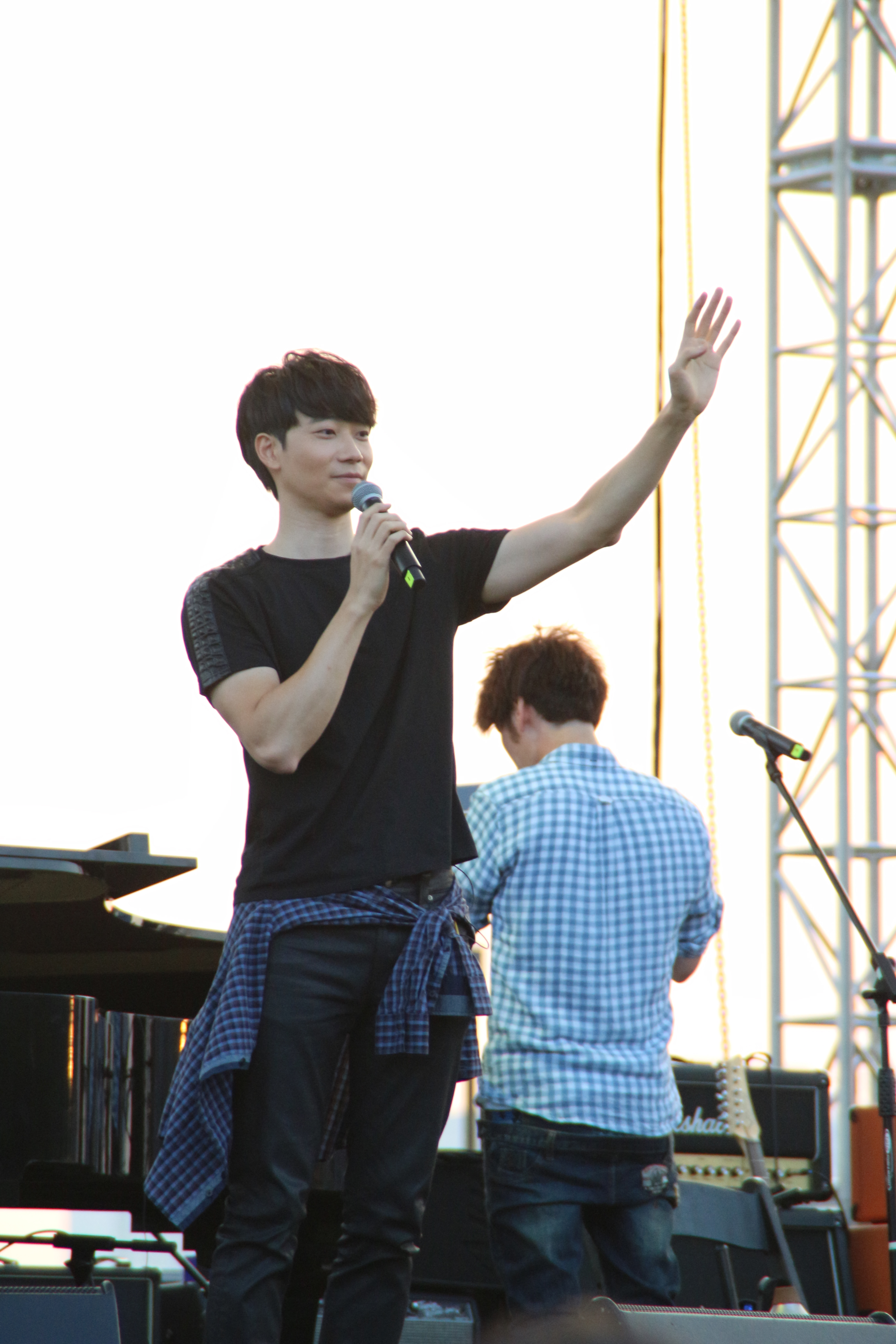
2014년 9월 ‘렛츠락 페스티벌’에서 팬들의 환호에 화답하는 윤한
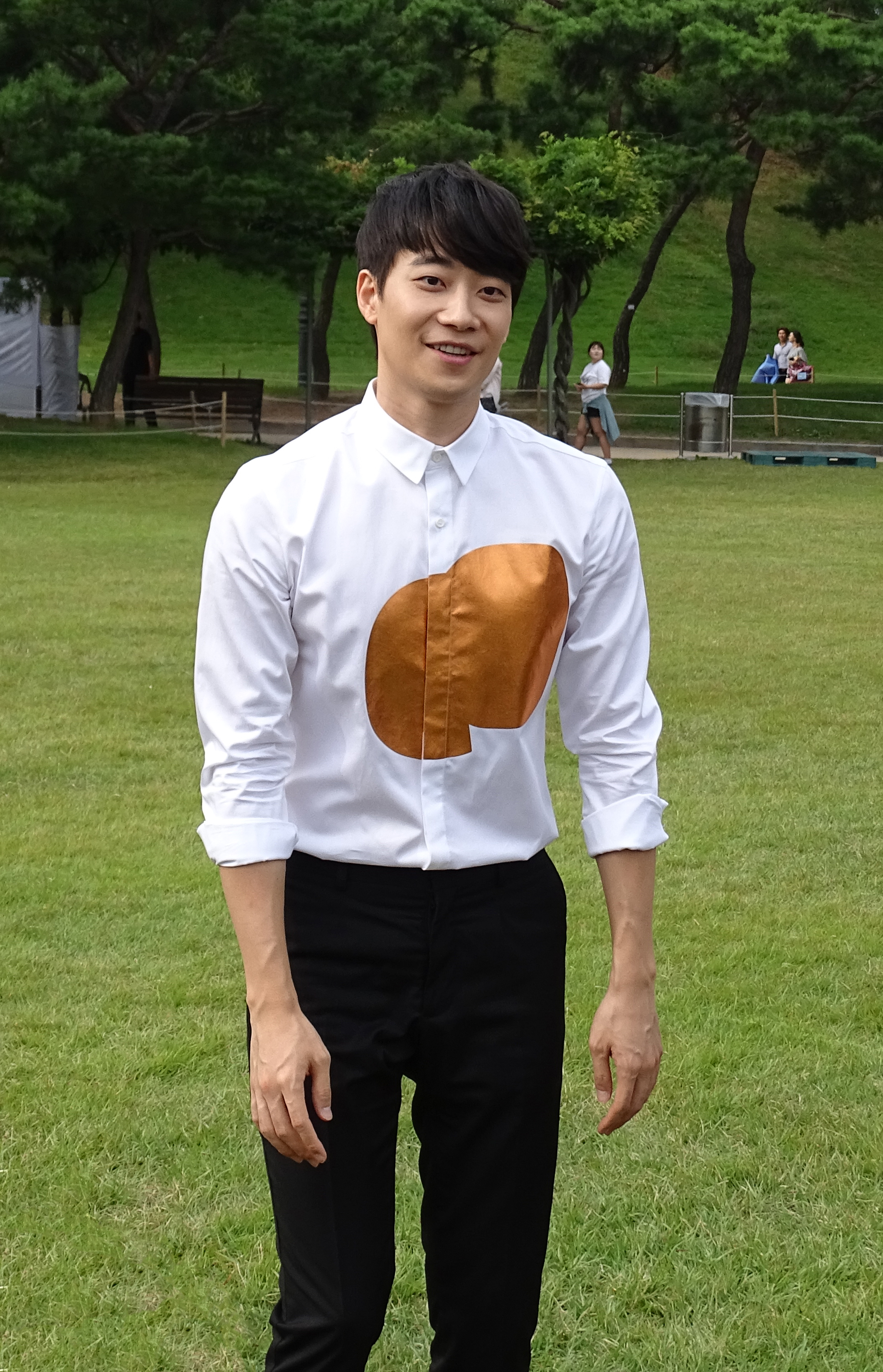
2014년 9월 ‘2014 조이올팍 페스티벌’에서 윤한
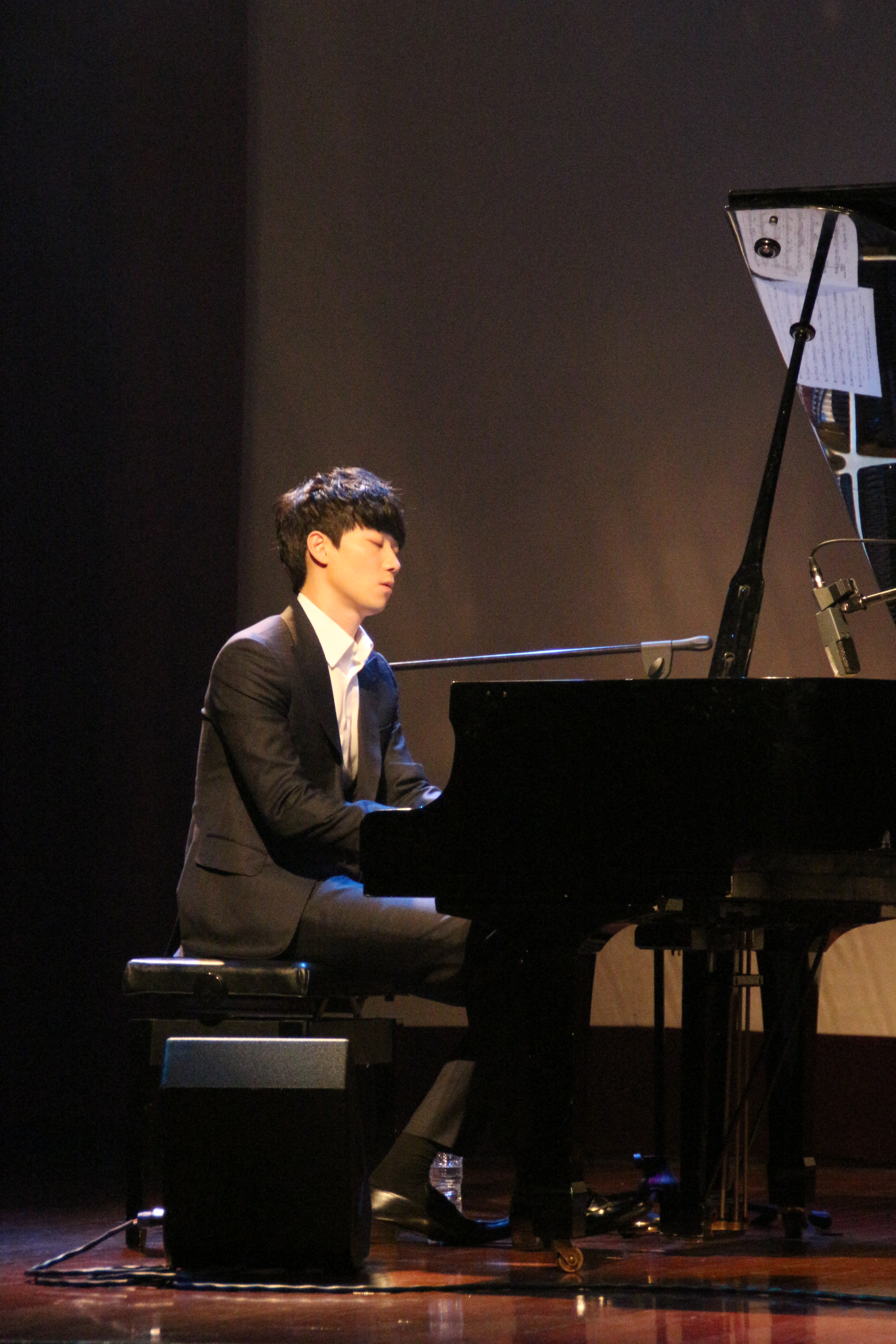
2015년 2월 콘서트 ‘Cinema Music Box’에서 연주 중인 윤한

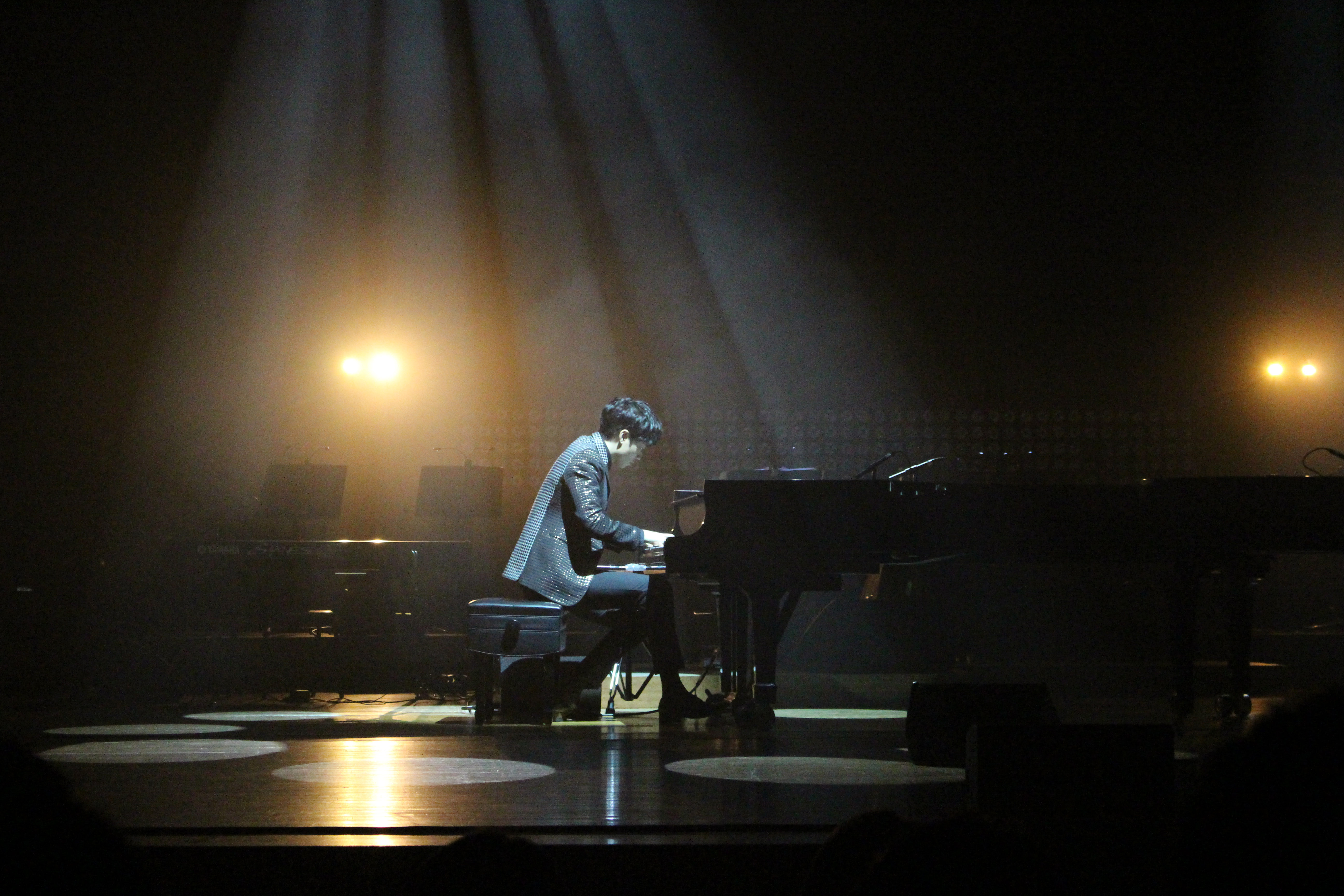
2015년 3월 콘서트 ‘The Romantist’에서 연주 중인 윤한

2015년 2월에서 3월 정통 클래식 연주자인 비올리스트 리처드 용재 오닐과 콘트라베이시스트 성민제, 그리고 버클리 음대 재학 시절 3년간 룸메이트였던 피아니스트 크리스 리와 함께 협연 공연 ‘The Romantist’를 하였다. 두 명은 클래식, 두 명은 재즈라는 흔하지 않은 조합이어서 어떤 결과물이 나올지 기대된다는 그는 클래식 연주자들과 협업하는 첫 무대라는 점에서 본인이 재즈 공연을 많이 해왔지만 새로운 장르, 특히 클래식에 대한 갈증이 컸기에 이번 공연이 성사될 수 있었다고 말했다. 1부 무대에서 리처드 용재 오닐과 성민제가 팝, 스탠다드 재즈곡을 편곡해 재즈 연주를 한 데 이어, 2부 무대를 연 그는 크리스 리와 함께 각자 독주로 자작곡들을 선보인 뒤 학창 시절에 같이 연주했던 ‘고엽(Autumn Leaves)’과 영화 《시네마 천국》의 삽입곡들을 2대의 피아노로 들려주었다. 마지막에는 루이 암스트롱의 ‘When the Saints Go Marching In’과 영화 《해리가 샐리를 만났을 때》의 OST ‘It Had to Be You’를 4인의 협연으로 무대를 마무리하였다. 공연이 있기 전 매일경제와의 인터뷰에서 성민제는 “윤한이 형은 작곡도 하고 자기 작품을 연주하는데 그런 아티스트가 국내에 많이 없다. 대중과 소통하는 감성을 지닌 음악가이다. 또한 늘 변화를 추구하여 음악이 정체돼 있지 않은 것도 나와의 공통점이다”라고 말했다. 공연 직후 MBC와 가진 인터뷰에서 크리스 리는 버클리 재학 시절을 회상하며 윤한에 대해 “학교에 들어와서 노력도 많이 했고 원래 음악성이 뛰어나 빠르게 발전해 나는 그의 그러한 부분을 높게 샀다”며 “우리는 좋아하는 음악 스타일은 물론 연주 스타일도 비슷한 편이다. 다른 게 있다면 윤한이는 노래도 잘한다”고 평하기도 했다. 같은 해 3월 한중 합작 웹드라마 《About love》의 음악 감독을 맡았다. 영화음악 전공자로서 다양한 드라마 OST 제작에 참여해 온 그에게 전체 디렉팅은 첫 도전이었기에 많은 팬들의 눈길을 끌었다. 그는 이 드라마에서 보사노바, 재즈, 가요, 클래식 등 다양한 장르의 음악으로 캐릭터들의 감정이 보는 이들에게 섬세하게 전달되도록 하여 극의 몰입도를 끌어올리는 역할을 하였다. 특히 오케스트라로 편곡해 풍성한 사운드를 강조한 메인 테마 곡을 비롯해 피아노 선율 및 어쿠스틱 기타를 가미해 담백하게 구성한 음악들로 드라마의 완성도를 높였다. 4월부터 10개월 동안 EBS FM 《책으로 행복한 12시, 문지애입니다》에서 매주 수요일 책 읽어주는 남자로 고정 출연하였다.

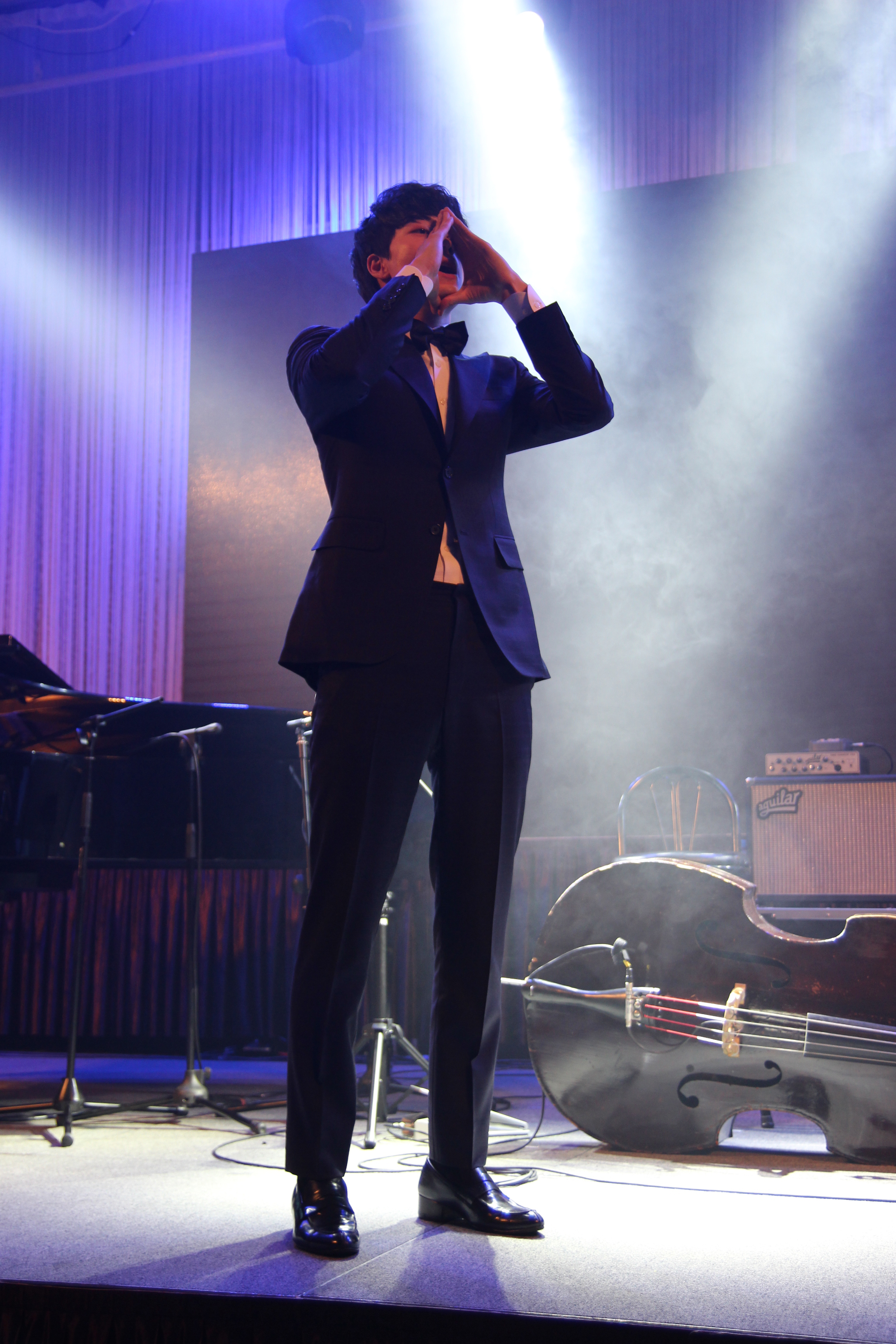
2015년 4월 콘서트 ‘윤한 & I’에서 공연 중인 윤한

2015년 4월 30일부로 지난 5년간 몸담았던 스톰프뮤직을 떠나 연예 기획사인 키이스트와 전속계약을 맺으면서 음악 활동은 물론 배우로서의 연기 활동도 겸업할 것을 발표하였다. 그의 영입에 대해 키이스트 엔터사업총괄 양근환 사장은 “윤한은 탁월한 음악적 재능과 실력은 물론 다방면에서의 다채로운 활약을 통해 무한한 가능성과 높은 대중적 가치를 지닌 뛰어난 아티스트”라며 “이번 전속계약을 통해 음악적인 활동에 대한 전폭적인 지원은 물론 드라마, 영화, 뮤지컬 작품 등 배우로서의 연기 활동과 더불어 멀티테이너로의 성장을 위해 지원과 노력을 아끼지 않겠다”고 말했다. 이처럼 외향적인 성격의 그는 음악뿐만 아니라 운동도 좋아해 어려서부터 수영을 했고 축구, 농구, 테니스, 스쿼시, 라켓볼, 골프, 스노보드, 탁구, 볼링 등 여러 가지 스포츠를 골고루 즐겨왔다. 특히 2010년부터 해 온 라켓볼은 세미프로 수준으로 알려졌다. 그와 콘서트를 하면서 오래 같이 연습해 온 콘트라베이시스트 황정규는 “윤한은 운동을 단순히 몸 관리하기 위해서 하는 게 아니라 수준급으로 잘한다. 아티스트가 피아노하고 손 관리한다는 이유로 스포츠를 등한시하고 조심하는 성향이 있는데, 그는 그런 것도 중요하지만 자기 몸 관리, 운동으로 나오는 좋은 에너지를 알고 있다”고 평했다. 그는 이러한 자신에 대해 “피아노만큼 운동도 좋아하여 다치기도 많이 다쳤지만 걱정은 없다. 좀 지나면 낫겠지 하는 마음이기에 두려움은 없는 것 같다. 운동을 하고 땀을 흘리고, 누군가와 경쟁하며 나오는 엔도르핀이 좋다. 몸도 건강해지고 정신도 좋아지고 집중력도 좋아진다. 운동 후 샤워하고 맥주 한잔했을 때의 그런 상쾌함을 좋아한다. 운동 자체보다는 그런 분위기 에너지를 좋아한다”고 밝혔다. 항상 대중과 소통하려고 노력하는 그는 공연에서 관객과의 이벤트가 많은 데 대해 “아티스트와 관객, ‘이 사람은 공연하는 사람이고 우리는 관중이다’와 같이 나누어져 있는 느낌이 싫다. 관객들과 같이 호흡하는 것을 중시하기에 공연 중 관객들에게 코러스도 시키고 화성도 넣어달라고 하며, 이벤트 같은 것도 많이 한다. 관객과의 공감대 형성이 가장 중요하다고 생각하기 때문이다”라고 덧붙였다. 5월에는 세계 정상급 음악가들과 국내 인기 가수들이 출연한 ‘서울 재즈 페스티벌 2015’에 2년 연속으로 참여하였다. 작년에 3인조였던 것과는 달리 이번에는 풍성한 리얼 밴드 사운드를 위해 한상희(드럼), 유승철(트럼펫), 김유성(콘트라베이스), 변영수, 박신원(기타), 김나경, 최다울(코러스)과 8인조 밴드를 결성하여 참가했다. 이 공연에서 그의 밴드는 ‘B형 여자’를 시작으로 ‘From Paris to Amsterdam’, ‘Marry Me’, ‘Someone’ 등 총 8개의 곡을 연주했다. 8월 올림픽공원에서 페스티벌 무대가 아닌 단독 공연으로서는 처음으로 선보이는 야외 무대 공연 ‘YOONHAN LAST SUMMER PARTY’를 개최했다. 한 여름밤의 파티 같은 공연을 선사하고 싶은 그의 바람을 담아 이름 붙여진 이 공연은 피아노 솔로로 시작한 편성이 후반부로 향해 가며 기타, 콘트라베이스, 드럼, 트럼펫 등 다양한 악기들이 더해져 풍성한 사운드가 전개되었다.
2015년 10월 디지털 싱글 앨범 《Beautiful》을 출시했다. 2년 만에 공개된 신곡 ‘Beautiful’은 누구나 쉽게 즐길 수 있는 R&B 팝 넘버로, 막 사랑을 시작한 남녀의 일상을 담백한 가사로 풀어내 공감을 자아내게 했다. 여기에 국내 힙합 R&B계의 명망 있는 가수 윤미래가 피처링에 참여하며 팬들의 이목을 집중시켰다. 특히 윤한 특유의 달콤한 멜로디와 섬세한 감성이 한층 돋보이는 것은 물론 윤미래의 섹시하고 파워풀한 랩핑이 더해졌다. 더욱이 이번 신곡은 버클리 음대 출신의 실력파 뮤지션답게 윤한이 직접 작사, 작곡, 연주에 프로듀싱까지 참여해 싱어송라이터의 면모를 빛냈으며, 국내 가요, OST, 광고, 공연 등에서 활발히 활동하고 있는 기타리스트 노경환과 버클리/델로니어스 몽크 재즈 인스티튜트 출신의 베이시스트 황호규, 그리고 015B 객원보컬 및 싱어, 프로듀서로 활동 중인 뮤지션 케이준이 코러스로 참여해 기대감을 높였다. 11월에는 웹드라마 《맛있는 연애》에 총괄 음악 감독으로 참여하며 《About love》 이후 두 번째로 음악 감독을 맡았다. 윤한은 극 중 주 배경인 제주도의 아름다운 풍경 속에서 이루어지는 산뜻한 로맨스를 보다 생동감 있게 그려내기 위해 제주도에서 느낄 수 있는 따뜻한 감성과 드넓은 바다, 광활한 풍경 등 자연이 스며있는 듯한 내추럴한 느낌을 살린 곡들로 베이스를 구성해 감각적인 영상미에 힘을 실었다. 또한 15인조 오케스트라의 왈츠풍 메인 테마 곡으로 고급스러운 느낌을 더했으며, 기타와 피아노 선율을 가미해 주인공들의 감정선을 온전히 담아내며 드라마의 몰입도를 높였다. 12월에는 MBC 《미스터리 음악쇼 복면가왕》에 ‘만나면 좋은 친구 산타클로스’로 출연, 비록 3표차로 1라운드에 탈락했지만 판정단인 작곡가 김형석에게 “음색이 너무 좋고 지금 들어보니까 음악성이 있다는 느낌이 온다. 자신만의 처리하는 느낌이나 이런 것들이. 되게 음악을 잘하는 친구인 것 같다”는 평을 들었다.
2016년 5월 디지털 싱글 앨범 《Hello》를 발매했다. 신곡 ‘Hello’는 윤한이 연주한 피아노 선율과 슬픈 가사, 애절한 멜로디가 조화를 이루는 감성 발라드곡으로, 앞선 앨범들과 마찬가지로 윤한이 직접 작사, 작곡, 프로듀싱에 참여해 실력파 싱어송라이터의 면모를 발휘했다. ‘한 남자가 여자에게 버림받은 상황을 담은 애절한 가사의 발라드곡’이라고 밝힌 이 곡은 기타리스트 노경환과 베이시스트 황호규, 뮤지션 케이준이 코러스로 참여해 곡의 완성도를 높였다. 배우 도전을 선언했던 그였으나 1년여 만인 2016년 7월 배우의 꿈은 접고 키이스트와 결별한 뒤 원래의 소속사였던 스톰프뮤직으로 돌아왔다. 그는 배우 데뷔를 그만둔 것에 관해 “실제로 연기를 배워보니 별로 재미가 없었다. 음악을 처음 시작할 때는 설렘 같은 게 있었는데 그때와는 느낌이 달랐다”면서 ‘배우를 평생 재미있게 할 수 있을까?’라는 의문에 “배우의 삶을 사는 40대의 나는 힘들어 보이는데, 음악을 하는 40대의 나는 무척 재미있을 것 같다”고 밝혔다. 그간 연기 레슨을 받고 감독 미팅을 하고 대본과 시나리오를 보면서 보낸 윤한은 “TV, 브라운관 연기를 해보고 싶었는데 역시 에너지가 많이 다르다는 걸 느꼈다. 다른 걸음의 1년을 보내고 돌아왔지만 직접 해보니 오히려 궁금증이 해결된 느낌이다”라고 지난 1년을 소회했다. 8월에는 배우 강혜정과 함께 제12회 제천국제음악영화제 개막식의 사회를 맡았다.

### 교수 임용
2016년 8월 국내 재즈에 대한 분석과 음악계의 새로운 방향성을 제시하는 논문 「키스 자렛의 임프로비제이션 분석을 통해 본 현대 재즈 위상에 대한 고찰(A Research on the Status of the Contemporary Jazz by the Case Study of Keith Jarrett’s Improvisation)」을 통해 상명대학교 대학원 뉴미디어음악학 박사 학위를 취득하며 국내 5번째 실용음악 박사라는 성과를 거뒀다. 다음 달인 9월 대학 교수로 임용, 용인대학교 실용음악과 조교수로 재직하였다.
11월 정규 3집 《LOVELESS》를 발표하였다. 2집 발매 후 4년 만인 이번 앨범은 사랑을 잃은 곳에서 사랑을 찾는 의미를 담았으며, 설레고, 그립고, 아프고, 애틋한 사랑을 7곡의 노래와 5곡의 피아노 연주로 표현했다고 밝혔다. 앨범은 청자들로 하여금 사랑의 과정에서 느끼는 다양한 감정을 온전히 느낄 수 있도록 순서를 배치하였다. 앨범의 시작은 사랑의 설렘으로, 사랑에 눈이 멀고(track 1), 널 위해 노래하며(track 2), 아침 햇살과 함께 하고 싶은 마음(track 3)이 순서대로 진행된다. 피아노와 경쾌한 드럼 비트의 ‘Love is blind’, 변하지 않을 사랑을 담담히 고백하는 더블 타이틀곡 ‘널 위한 노래’, 윤한표 재즈곡 ‘Morning Light’는 건반과 베이스, 드럼, 브라스가 리듬을 주고 받으며 조화를 이룬다. 중반부로 넘어가면서 앨범은 떠나가는 사랑을 노래한다. ‘Dramatic’은 어둠이 짙게 내린 밤에 홀로 거리를 헤매며 헤어진 이에 대한 그리움을 나타낸다. ‘처음으로 만났던 곳’을 통해 담담하게 이별을 받아들이는 과정을 그리고, ‘Loveless’로 이어지며 사랑을 잃어버린 공허함을 표현한다. ‘Loveless’는 지난 4년 동안의 과정을 함축적으로 표현한 곡으로 정규 3집의 타이틀이자 타이틀곡이다. 이어지는 ‘Stars’와 ‘Smile’ 또한 이번 앨범의 스타일을 구축하는 데 구심점이 되었다. 후반부의 피아노 연주곡들은 사랑을 잃은 곳에서, 사랑을 다시 찾는다. 프라하(Praha), 시르미오네(Sirmione), 부다페스트(Budapest)로 이어지는 장소들은 그가 그려온 여행지이자 이상향이다. 프라하의 오후에서, 이탈리아 밀라노 근교의 작은 마을 시르미오네에서, 바람 부는 부다페스트에서 누군가를 향한 사랑이 아닌 자신에 대한 마음을 보내며, ‘편린(여행을 떠나다)’으로 앨범의 문을 닫는다.
2017년 2월 일본의 영화 감독 이와이 슌지의 첫 한국 작품인 《장옥의 편지》의 OST에 참여했다. 영화의 각본과 연출을 맡은 이와이 감독은 직접 영화의 메인 테마 ‘DAWN and DUSK’의 작곡을 맡았으며 일본 아티스트들과 함께 한국인으로는 윤한이 피아노에 참여, 잔잔한 분위기를 한층 담백하게 채웠다. 3월 경희대학교 예술디자인대학 포스트모던음악학과 및 아트·퓨전디자인대학원 실용음악학과 조교수로 임용되어 공연과 방송, 그리고 강의 활동을 이어가고 있다. 12월 디지털 싱글 음반 《It was you》를 발표했다. ‘It was you’는 발라드 장르의 곡으로 작사·작곡을 맡은 윤한은 다양한 악기 구성을 통해 풍성한 사랑의 감정을 느낄 수 있도록 한 버전과 피아노와 노래만으로 이뤄진 버전 등 두 곡으로 사랑 이야기를 풀어냈다.
2018년 5월 피아노 선율에 집중한 피아노 소품집인 4집 《지극히 사적인》을 발매했다. 그가 자연을 천천히 거닐며 쓴 곡들이 많은 본 앨범에서, 타이틀 곡인 ‘바람의 왈츠’는 잔디밭에 누워 바람을 느끼며 여유롭게 보내는 일요일 오후를 그렸다. 제주도 여행을 하며 느낀 단상은 ‘A letter from the island’을 통해 풀어냈다. ‘겨울 바다’와 ‘사려니 숲’, ‘흐르는 강물처럼’은 여행에서 직접 채취한 ASMR 사운드를 피아노 선율에 입혀 자연을 담아내었다.
2019년 6월 정규 5집 《European Fantasy》를 발표하였다. 이번 앨범은 이탈리아, 스위스 등 유럽 각지를 여행하며 느낀 아름답고 신비로운 유럽을 그만의 감성으로 여행자의 시선에서 만들었다고 말했다. 반도네오니스트 고상지, 베이스바리톤 권서경, 첼리스트 송민제, 더블베이시스트 성민제, 기타리스트 조영덕 등이 참여해 만든 15곡으로 채워진 정규 5집은 다양한 악기로 유럽의 이국적인 분위기를 담아내고자 했다. 여행을 다녀온 이들에게는 갔다 온 여행지를 더욱 아름답게 추억할 수 있도록 하며 아직 여행을 가지 않은 이들에겐 앨범 속 음악을 듣기만 해도 여행하는 듯한 기분을 선사할 것이라고 밝혔다. ‘Roman Holiday(로마의 휴일)’, ‘Tears of Venice(베니스의 눈물)’과 함께 타이틀곡 중 하나인 ‘Ponte Vecchio(베키오 다리)’는 이탈리아 피렌체의 명소 베키오 다리를 연상시키는 곡으로 반도네오니스트 고상지와 컬래버레이션을 진행한 곡이다. ‘Tears of Venice’는 낭만과 은밀함이 공존하는 도시 베니스에서 펼쳐지는 가면무도회를 상상하며 쓴 타이틀곡으로 첼리스트 송민제의 연주가 더해졌다. 또 다른 타이틀곡인 ‘Roman Holiday’은 영화 《로마의 휴일》에서 영감을 받아 사랑하는 사람과 로마에서 보내는 평화로운 휴일을 표현한 곡이다. 베이스바리톤 권서경의 보컬과 이탈리아어 가사로 이국적인 감성과 뉘앙스가 표현되었다. ‘Venezia’는 베네치아의 운하와 다리, 도시 곳곳의 골목을 다니며 느낀 감성을 표현했으며, 감성적인 피아노 멜로디와 마이너 코드를 스패니시 기타라인으로 연주한 곡으로 기타리스트 조영덕이 참여했다. ‘The Dolder Grand Hotel’은 유럽의 재벌 2세들이 모여 향유하는 사교 문화를 생각하며 쓴 곡으로 더블베이시스트 성민제의 연주를 더해 무게감과 깊이를 더했으며 취리히의 눈 덮인 미스터리 호텔에서의 신비로운 경험을 표현하였다.
2020년 5월 즉흥연주 실황 앨범 《Improvisation (Contribute to Keith Jarrett)》을 발표하였다. 이 앨범은 2018년 영산아트홀에서 열린 피아노 독주회 ‘Improvisation’의 공연실황 앨범으로, 사전에 어떠한 테마도 정해놓지 않은 대한민국 최초 순수 즉흥연주 프로그램으로 구성되었다. 이전 앨범 《Loveless》, 《지극히 사적인》, 《European Fantasy》를 통해 사랑과 이별, 쉼과 여행을 음악적 언어로 표현했다면 이번 연주는 즉흥테마가 무한히 발전되며 그 과정이 실시간으로 담긴 새롭고 특별한 음반이다. 평소 그에게 가장 많은 영감을 주었던 키스 자렛에게 헌정하는 100분간의 실험적인 공연을 담은 이 음반에 대해 그는 “재즈의 본질인 즉흥성, 현장성 그리고 우연성을 이 앨범에 담았습니다. 내면에 있던 저만의 음악적 언어가 여러분께 전달되길 소망합니다”라고 덧붙였다.
2021년 2월 데뷔 10주년 기념 앨범 《Renaissance - 10th Anniversary Edition》를 발매했다. 윤한이 그동안 선보인 15장의 앨범, 190여 곡의 작품 속에 담았던 꿈, 열정, 설렘, 사랑, 시련, 고독과 아픔, 인연, 독백 등을 모두 간추려 담은 이 앨범에는 가장 많은 사랑을 받았던 곡들, 조금 더 의미가 있는 곡들, 많이 알려지지는 않았지만 사람들이 꼭 들었으면 하는 곡들로 구성했다. 그는 데뷔 10주년을 맞아 새로운 탄생이라는 의미로 르네상스를 떠올렸다면서 “포스트 코로나 시대는 뉴 르네상스 시대가 펼쳐질 것이라는 문화계의 기대에 맞춰 그 궤를 같이 이어 가자는 의미로 앨범 타이틀로 선정했다”고 밝혔다.

### 기능성 음악 작곡
2021년 7월 수면 음악 프로젝트 앨범 첫번째 시리즈 《Sleeping Science : THE SLEEP》를 발매하였다. 본 음반은 원인모를 유산 이후 불면증으로 힘든 시기를 보내던 그의 아내를 위해 시작한 프로젝트로, 단순히 잔잔하고 차분한 음악이 아니라 ‘수면 진입’에서 ‘숙면 단계’까지 신체에 일어나는 변화를 반영해 설계했다. 앨범은 총 10개 트랙으로, 앨범의 첫번째 곡이자 타이틀 곡이기도 한 ‘힙노시스(Hypnosis·최면술)’에 이어 ‘델타 웨이브 슬럼버(Delta Wave Slumber · 델타파 수면기)’, ‘라벤더스 카밍(Lavender's Calming)’, ‘슬리핑 사이언스’, ‘솜누스: 잠의 신(Somnus : The God of Sleep)’ 등으로 구성되었다. 그는 수면 음악을 만들기 위해 2년 6개월간의 연구를 통해 실제로 숙면에 도움을 줄 치료용 음악들로 구성된 이 음반이 완성되기까지 의학 및 음악학 논문을 분석 및 연구하며 수면과 음악의 상관관계를 하나씩 찾아냈다. 신경정신학 및 뇌과학의 이론적 근거를 바탕으로 조성, 박자, 템포, 곡의 구성 및 형식, 길이, Hrz 등을 세밀하게 설계한 그만의 작곡기법을 개발, 숙면상태에서 측정되는 뇌파 진동수, 심박수, 호흡 등 신체 변화를 반영하고 대칭과 정확한 규칙을 가진 그 작곡기법을 통해 심리적 안정을 느낄 수 있도록 앨범 작업을 했다고 설명했다. 작곡 과정에서 대한수면학회 회원인 배은기 인하대학교 신경과 교수의 자문도 구했다고. 윤한은 “아나운서, 야구선수, 골프선수, 셰프, 소믈리에, 직장인 등 주변 지인들에게 수면 음악을 보내줬는데, 대부분 긍정적인 반응을 보였다”면서 의학연구윤리심의위윈회(IRB)의 승인이 완료된 이 앨범으로 인하대학교 병원과 함께 실제 수면 장애 환자들에게 이 음악을 처방하기 위한 임상 시험에 들어갈 계획이라고 설명했다. 이어서 그는 “이번 음반은 작곡이 아니라 ‘연구’하는 마음으로 만들었다. 실제로 더욱 다양한 연령 및 직업의 사람들을 대상으로 음악과 수면의 상관관계를 밝히는 논문을 준비 중에 있다. 이번 연구를 통해 설계한 작곡기법을 바탕으로 향후 더욱 다양한 성향의 사람들에게 실제 도움이 되는 수면 음반을 지속적으로 발매할 계획”이라고 밝혔다.
2021년 8월 두번째 수면 음악 프로젝트 《Sleeping Science: THE DREAM》을 발표했다. 수면 음반으로 첫 발매했던 《Sleeping Science : THE SLEEP》이 다양한 직업군과 연령층에 맞게 설계된 수면 음악이었다면, 이번 앨범은 학교 폭력이나 자살 충동 등 사회적 문제와 현상에 고통 받고 있는 현대인의 정신적 이슈와 치료에 초점이 맞춰져 있다. 수면을 방해하는 신경과적인 증상 해결에 초점을 맞춘 10곡이 수록됐으며, ‘4am’과 ‘Beautiful mind’로 2개의 타이틀곡을 내세웠다. 각각의 수록곡들은 수면장애뿐만이 아니라 번아웃 증후군, 우울증, 공황장애, 약물 중독 등 현대인들이 경험하고 있는 다양하고 불편한 신경과적인 증상에 대한 완화를 위해 작곡됐다. 2개월 뒤인 10월에는 수면음악 프로젝트의 세번째 앨범이자 마지막 시리즈 《Sleeping Science: THE TIME》을 발매했다. 본 앨범의 주제는 ‘사랑’이며, 총 10곡이 수록됐다. 그는 이 음반을 발매하며 “이번 앨범을 통해 담아내고자 했던 것은 사랑, 즉 ‘인류애’”라며 “제 인생을 통틀어 저에게 쉼을 선물했던, 저를 꽃피우게 했던 모든 사랑의 순간과, 그에 대한 감사함을 담았다”고 밝혔다. 프로젝트의 시리즈 주제를 사랑으로 잡은 것에 대해서는 “깊은 사랑은 우리의 삶에 아름다움과 희망을 선사함으로써 우리의 마음을 근본적으로 편안하게 만들 수 있다. 결국 편안한 잠은 편안한 마음으로부터 나오는 것”이라고 설명했다.
2022년 3월 새로운 소속사로 더블엑스엔터테인먼트와 전속계약을 체결했다. 더블엑스엔터테인먼트는 “싱어송라이터와 피아니스트, 교수, 라디오 DJ, 모델까지 다양한 분야에서 활약해 온 윤한과 새로운 시작을 함께 할 수 있어 기쁘다. 앞으로도 왕성한 활동을 할 수 있도록 전폭적인 지원을 아끼지 않을 예정이다”라고 전했다. 윤한은 “다양한 도전을 이어왔고, 좋은 모습들로 대중에게 다가가고 싶다. 앞으로의 방향성에 대해 좋은 의견을 공유할 수 있는 회사를 만나게 되었다고 생각한다. 더블엑스엔터테인먼트에서 새로운 모습으로 인사드리겠다”라고 소감을 밝혔다. 같은 달에는 수면 음악 프로젝트 네번째 앨범 《Sleeping Science: THE NATURE》를 발표하였다. 이 앨범에서 그가 가장 애착을 갖고 있는 곡은 ‘러브 유어셀프(Love Yourself)’라고 밝히며 “‘(이 곡은) 나를 사랑하고 아껴줘라’라는 의미로 만들었다. 잠은 평소 심리와 많은 관련이 있는 것 같다. 몸이 피곤해도 잠이 안 올 수도 있다. 몸과 마음이 편해야, 불안하지 않아야 잠이 잘 온다”고 말했다. 다음 달인 4월에는 신곡 ‘Miracle of 100days’를 공개하며 이 곡에는 그가 부모가 되며 느낀 감정들과 새로운 생명과의 100일 동안의 이야기를 담았으며, 그 눈물 한방울에는 설렘과 좌절, 감동적인 순간과 피곤한 순간이 모두 담겨 있다고 전했다. 이어 “부모도 아가도 바쁘게 그리고 치열하게 보낸 100일, 우리 모두가 보내온 그 기적 같은 시간을 어루만질 곡”이라고 덧붙였다.
2022년 5월 수면 음악 프로젝트 스페셜 앨범 《Sleeping Science : THE TOUCH》를 발매하였다. 이번 스페셜 에디션 앨범은 ‘치유와 위로’라는 가장 근본적인 주제로 제작돼, 바쁜 현대인을 비롯해 유명 연예인, 정치인, 수험생 등 바쁘고 치열하게 살아온 모두의 마음을 따스하게 어루만지며 치유와 위로를 선사한다는 마음을 담아낸 앨범이다. 특히 윤한은 2022년 4월 tvN 《식스센스》에 출연해 수면의 과학에 대한 이야기를 선보인 바, 공식 SNS를 통해 제시와 지석진을 위해 만든 곡도 이번 앨범에 수록되었다고 전했다. 다음 달인 6월 침대 판매회사 베스트슬립과 협업하여 수면음악 앨범 《MEL SOMNUS》를 발표했다. 라틴어인 MEL SOMNUS(멜솜누스)는 ‘꿀’을 뜻하는 MEL과 ‘잠’을 의미하는 SOMNUS가 합쳐진 말로, 우리말로 번역하면 ‘꿀잠’을 의미한다. 이번 앨범에 수록된 곡은 총 7곡으로, 단순한 감상을 위한 음악이 아닌 숙면을 위해 철저히 설계된 음악들로 구성되어 있다. 타이틀곡 ‘For your bestsleep ever’는 직접 수음한 ASMR 사운드가 담겨 있는 곡으로, 뇌가 편안함을 느끼는 선율로 구성되어 제목 그대로 최고의 잠을 잘 수 있도록 도와주며, 1번 트랙에 실린 ‘Magic Forest’는 누구나 편안하게 들을 수 있는 대중적인 수면 음악으로 깊은 숲 속을 거닐 듯 마음이 평온해지고 머리가 맑아지는 곡이다. 다음 달인 7월에는 싱어송라이터 모트와의 컬래버 앨범 《My Story》를 발매했다. 윤한과 모트는 본 앨범에 대해 “지금까지 아무에게도 들려준 적 없었던 내 이야기”, “마음을 나누던 때에 우리가 가졌던 솔직한 말들을 기억하며”라는 짧막한 메시지를 곡에 담았다고 전했다. 이 앨범은 발매 하루만에 멜론 실시간 차트 24위를 기록하기도 했다. 8월에는 남해군과 협업하여 그가 2022년 초 남해에서 한 달을 살아보며 얻은 영감으로 만든 남해 주제 연주곡이 담긴 LP 음반 《남해 (NAMHAE)》를 발매했다. 총 4곡인 ‘꽃빛’, ‘미조’, ‘Skywalk(설리)’, ‘Glow of the Sunset(낙조)’ 모두 윤한이 남해 곳곳의 명소를 직접 느끼며 작곡한 곡으로, 그가 영감을 받은 남해군에 모두 헌정한 이 곡들로 남해군이 LP 제작을 주관하면서 본 음반의 발매가 완성되었다.
2023년 8월 피아노 소품집 《FLOWER》를 발매했다. 이 소품집은 뉴욕의 저명한 플로리스트, 사진 작가들과의 협업을 통해 탄생한 앨범이다. 인생을 꽃에 투영시켜 표현하고자 한 것이 이번 앨범의 특징으로, 꽃의 의미, 본질과 맞닿아 있는 우리의 인생을 오선지에 담았다. 앨범에는 첫 트랙인 ‘Magnolia’를 비롯해 다채로운 선율의 총 6곡이 담겼다. 이 소품집에서 음악과 시각 예술의 조화를 추구하며, 뉴욕의 플로리스트와 함께 곡의 감성을 꽃으로 표현해냈다. 음악과 시각적 아름다움을 완벽하게 결합시켜 시청각적 경험을 더욱 풍부하게 만들어내려는 시도라는 것이 그의 설명이다.

## 학력
- 1996. 2. 대현초등학교 10회 졸업
- 1999. 2. 휘문중학교 48회 졸업[94]
- 2002. 2. 단국대학교 사범대학 부속고등학교 16회 졸업[94]
- 2006. 5. 버클리 음악 대학 영화음악작곡학 학사
- 2011. 8. 상명대학교 대학원 뉴미디어음악학 석사
- 2016. 8. 상명대학교 대학원 뉴미디어음악학 박사

## 음반

### 정규 음반
| 앨범                                            | 정보                                                                       | 비고          |
| ----------------------------------------------- | -------------------------------------------------------------------------- | ------------- |
| 《Untouched》                                   | - 발매일: 2010. 11. 23. - 레이블: NHN벅스 - 포맷: CD, 디지털 다운로드      | 1집           |
| 《Love & Sorrow》                               | - 발매일: 2011. 7. 21. - 레이블: 포니캐년 - 포맷: CD, 디지털 다운로드      |               |
| 《For This Moment》                             | - 발매일: 2012. 2. 15. - 레이블: NHN벅스 - 포맷: CD, 디지털 다운로드       | 2집           |
| 《LOVELESS》                                    | - 발매일: 2016. 11. 28. - 레이블: NHN벅스 - 포맷: CD, 디지털 다운로드      | 3집           |
| 《지극히 사적인》                               | - 발매일: 2018. 5. 18. - 레이블: NHN벅스 - 포맷: CD, 디지털 다운로드       | 4집           |
| 《European Fantasy》                            | - 발매일: 2019. 6. 21. - 레이블: NHN벅스 - 포맷: CD, 디지털 다운로드       | 5집           |
| 《Improvisation (Contribute to Keith Jarrett)》 | - 발매일: 2020. 5. 18. - 레이블: NHN벅스 - 포맷: CD, 디지털 다운로드       |               |
| 《Sleeping Science: THE SLEEP》                 | - 발매일: 2021. 7. 15. - 레이블: 유니버셜 뮤직 - 포맷: CD, 디지털 다운로드 | 수면 음악     |
| 《Sleeping Science: THE DREAM》                 | - 발매일: 2021. 8. 18. - 레이블: 유니버셜 뮤직 - 포맷: CD, 디지털 다운로드 | 수면 음악     |
| 《Sleeping Science: THE TIME》                  | - 발매일: 2021. 10. 5. - 레이블: 유니버셜 뮤직 - 포맷: CD, 디지털 다운로드 | 수면 음악     |
| 《Sleeping Science: THE NATURE》                | - 발매일: 2022. 3. 17. - 레이블: 유니버셜 뮤직 - 포맷: CD, 디지털 다운로드 | 수면 음악     |
| 《Sleeping Science : THE TOUCH》                | - 발매일: 2022. 5. 18. - 레이블: 지니뮤직 - 포맷: CD, 디지털 다운로드      | 수면 음악     |
| 《MEL SOMNUS》                                  | - 발매일: 2022. 6. 27. - 레이블: 유니버셜 뮤직 - 포맷: CD, 디지털 다운로드 | 수면 음악     |
| 《Sound for Pets》                              | - 발매일: 2022. 12. 1. - 레이블: 유니버셜 뮤직 - 포맷: CD, 디지털 다운로드 | 반려동물 음악 |
| 《Dream Scape》                                 | - 발매일: 2023. 2. 7. - 레이블: 유니버셜 뮤직 - 포맷: CD, 디지털 다운로드  | 수면 음악     |
| 《Portrait》                                    | - 발매일: 2023. 3. 15. - 레이블: 유니버셜 뮤직 - 포맷: CD, 디지털 다운로드 |               |
| 《FLOWER》                                      | - 발매일: 2023. 8. 30. - 레이블: 유니버셜 뮤직 - 포맷: CD, 디지털 다운로드 |               |
| 《MEL SOMNUS Vol.2 MOTHER TO BE》               | - 발매일: 2024. 8. 22. - 레이블: 유니버셜 뮤직 - 포맷: CD, 디지털 다운로드 | 수면 음악     |
| 《Le Voyage》                                   | - 발매일: 2024. 12. 9. - 레이블: 유니버셜 뮤직 - 포맷: CD, 디지털 다운로드 |               |
| 《제주(JEJU)》                                  | - 발매일: 2025. 5. 15. - 레이블: 유니버셜 뮤직 - 포맷: CD, 디지털 다운로드 |               |

### 미니 음반
| 앨범                            | 정보                                                                        |
| ------------------------------- | --------------------------------------------------------------------------- |
| 《그대를 그리다》               | - 발매일: 2010. 12. 21. - 레이블: 벅스 - 포맷: CD, 디지털 다운로드          |
| 《MAN ON PIANO》                | - 발매일: 2013. 11. 14. - 레이블: 벅스 - 포맷: CD, 디지털 다운로드          |
| 《윤한의 포근한 피아노 음감회》 | - 발매일: 2014. 1. 21. - 레이블: 벅스 - 포맷: CD, 디지털 다운로드           |
| 《The Color of Christmas》      | - 발매일: 2021. 12. 1. - 레이블: 유니버셜 뮤직 - 포맷: CD, 디지털 다운로드  |
| 《남해 (NAMHAE)》               | - 발매일: 2022. 8. 24. - 레이블: 유니버셜 뮤직 - 포맷: CD, 디지털 다운로드  |
| 《The Cello》                   | - 발매일: 2024. 5. 29. - 레이블: 유니버셜 뮤직 - 포맷: CD, 디지털 다운로드  |
| 《Baby Blues》                  | - 발매일: 2024. 10. 14. - 레이블: 유니버셜 뮤직 - 포맷: CD, 디지털 다운로드 |
| 《아기의 꿈》                   | - 발매일: 2024. 11. 6. - 레이블: 유니버셜 뮤직 - 포맷: CD, 디지털 다운로드  |

### 리패키지 음반
| 앨범                                       | 정보                                                                 | 비고                  |
| ------------------------------------------ | -------------------------------------------------------------------- | --------------------- |
| 《Untouched Limited Edition》              | - 발매일: 2011. 6. 16. - 레이블: NHN벅스 - 포맷: CD, 디지털 다운로드 | 1집 한정판            |
| 《Renaissance - 10th Anniversary Edition》 | - 발매일: 2021. 2. 10. - 레이블: NHN벅스 - 포맷: CD, 디지털 다운로드 | 데뷔 10주년 기념 앨범 |

## 음원

### 싱글
| 앨범                          | 정보                                                                                         | 수록곡                                           |
| ----------------------------- | -------------------------------------------------------------------------------------------- | ------------------------------------------------ |
| 《B형 여자》                  | - 발매일: 2013. 4. 18. - 레이블: 벅스 - 포맷: CD, 디지털 다운로드                            | 1. B형 여자 2. B형 여자 (Lounge)                 |
| 《Beautiful》                 | - 발매일: 2015. 10. 12. - 레이블: 카카오엔터테인먼트 - 포맷: CD, 디지털 다운로드             | 1. Beautiful (Feat. 윤미래) 2. Beautiful (Inst.) |
| 《Hello》                     | - 발매일: 2016. 5. 11. - 레이블: 카카오엔터테인먼트 - 포맷: CD, 디지털 다운로드              | 1. Hello 2. Hello (Inst.)                        |
| 《It was you》                | - 발매일: 2017. 12. 7. - 레이블: NHN벅스 - 포맷: CD, 디지털 다운로드                         | 1. It was you 2. It was you (Piano Ver.)         |
| 《아빠의 일기장》             | - 발매일: 2022. 2. 15. - 레이블: 유니버셜 뮤직 - 포맷: CD, 디지털 다운로드                   | 1. 아빠의 일기장                                 |
| 《Miracle of 100 Days》       | - 발매일: 2022. 4. 26. - 레이블: 유니버셜 뮤직 - 포맷: CD, 디지털 다운로드                   | 1. Miracle of 100 Days                           |
| 《My Story》                  | - 발매일: 2022. 7. 23. - 레이블: 지니뮤직, 스톤뮤직 엔터테인먼트 - 포맷: CD, 디지털 다운로드 | 1. My Story 2. My Story (ENG Ver.) 3. 도망가지마 |
| 《Merry Christmas, New York》 | - 발매일: 2023. 12. 1. - 레이블: 유니버셜 뮤직 - 포맷: CD, 디지털 다운로드                   | 1. Merry Christmas, New York                     |
| 《벚꽃연가》                  | - 발매일: 2024. 3. 27. - 레이블: 유니버셜 뮤직 - 포맷: CD, 디지털 다운로드                   | 1. 벚꽃연가                                      |
| 《사유원》                    | - 발매일: 2024. 4. 24. - 레이블: 유니버셜 뮤직 - 포맷: CD, 디지털 다운로드                   | 1. 사유원                                        |

### OST
| 앨범                    | 발매일       | 곡명                                                |
| ----------------------- | ------------ | --------------------------------------------------- |
| 《로맨스가 필요해 OST》 | 2011. 8. 5.  | 12. 로맨스가 필요해 (Piano Ver.)                    |
| 《뮤지컬 모비딕 OST》   | 2012. 4. 17. | 1. `이별의 노래` 주제에 의한 서곡 2. 바다로 갈거야! |

## 공연
| 연도 | 콘서트                                                       | 장소                                   | 공동 출연                                              | 비고                     |
| ---- | ------------------------------------------------------------ | -------------------------------------- | ------------------------------------------------------ | ------------------------ |
| 2010 | 소화제 콘서트 왕중왕                                         | 구로아트밸리 예술극장                  |                                                        | 2010. 12. 22.            |
| 2011 | 발렌타인데이 아르츠 콘서트 “세기의 사랑”                     | 예술의전당 콘서트홀                    |                                                        | 2011. 2. 13.             |
| 2011 | 화이트데이 디저트 프로젝트 콘서트                            | 웰콤씨어터                             | 효기, 루빈                                             | 2011. 3. 13.             |
| 2012 | ASAC 발렌타인데이 콘서트                                     | 안산문화예술의전당 해돋이극장          |                                                        | 2012. 2. 10.             |
| 2012 | 발렌타인데이 아르츠 콘서트                                   | 예술의전당 콘서트홀                    |                                                        | 2012. 2. 12.             |
| 2012 | 윤한 콘서트 The Piano                                        | 올림푸스홀                             |                                                        | 2012. 5. 25.             |
| 2012 | 윤한 콘서트 The Piano                                        | 국립박물관문화재단 극장 용             |                                                        | 2012. 5. 26.             |
| 2012 | 윤한 THE PIANO and Friends                                   | 이화여자대학교 삼성홀                  |                                                        | 2012. 8. 25.             |
| 2012 | Feel the 피아노                                              | 대학로 문화공간 필링                   |                                                        | 2012. 9. 13.             |
| 2012 | Feel the 피아노                                              | 대학로 문화공간 필링                   | 2012. 9. 16.                                           |                          |
| 2012 | FALL in ACOUSTIC FESTIVAL                                    | 대명 비발디파크                        |                                                        | 2012. 9. 15.             |
| 2012 | Singing The Beatles                                          | 마포아트센터 아트홀 맥                 |                                                        | 2012. 11. 3.             |
| 2012 | 윤한 콘서트 the PARTY                                        | 마포아트센터 아트홀 맥                 |                                                        | 2012. 12. 9.             |
| 2012 | 크리스마스 아르츠 콘서트                                     | 예술의전당 콘서트홀                    |                                                        | 2012. 12. 24.            |
| 2012 | 윤한 콘서트 The Piano                                        | 울주문화예술회관                       |                                                        | 2012. 12. 25.            |
| 2013 | 윤한 콘서트 The Piano                                        | 베어홀                                 |                                                        | 2013. 1. 12.             |
| 2013 | 재능기부 콘서트                                              | 세브란스병원                           |                                                        | 2013. 1. 28.             |
| 2013 | SPARKLING JAZZ                                               | 대림미술관                             |                                                        | 2013. 2. 14.             |
| 2013 | 화이트데이, 로맨틱데이트                                     | 구로아트밸리 예술극장                  |                                                        | 2013. 3. 16.             |
| 2013 | 뷰티풀 민트 라이프 2013                                      | 고양 아람누리                          |                                                        | 2013. 4. 27.             |
| 2013 | 윤한 콘서트                                                  | 안산문화예술의전당 별무리극장          |                                                        | 2013. 5. 30.             |
| 2013 | 레인보우 아일랜드                                            | 남이섬                                 |                                                        | 2013. 6. 9.              |
| 2013 | 윤한 콘서트                                                  | 화성아트홀                             |                                                        | 2013. 8. 17.             |
| 2013 | 윤한 콘서트 SOUND OFF                                        | 국립박물관문화재단 극장 용             | 황정규, 신동진                                         | 2013. 8. 31.             |
| 2013 | 윤한 콘서트 MAN ON PIANO                                     | 부평아트센터 해누리극장                | 황정규                                                 | 2013. 11. 8.             |
| 2013 | 윤한 콘서트 MAN ON PIANO                                     | 경기도문화의전당 행복한대극장          |                                                        | 2013. 11. 16.            |
| 2013 | 윤한 콘서트 MAN ON PIANO                                     | 안산문화예술의전당 달맞이극장          |                                                        | 2013. 11. 23.            |
| 2013 | 윤한 콘서트 MAN ON PIANO                                     | 예술의전당 콘서트홀                    | 황정규, 신동진                                         | 2013. 12. 8.             |
| 2013 | 윤한 콘서트 The Piano                                        | 금정문화회관 소공연장                  |                                                        | 2013. 12. 17.            |
| 2013 | 윤한 콘서트 MAN ON PIANO                                     | 의정부예술의전당 대극장                |                                                        | 2013. 12. 21.            |
| 2013 | 윤한 콘서트 2013 제야음악회                                  | 성남아트센터 콘서트홀                  |                                                        | 2013. 12. 31.            |
| 2014 | 윤한 발렌타인데이 콘서트                                     | 유니클로 악스                          |                                                        | 2014. 2. 14.             |
| 2014 | 윤한 로맨틱 콘서트                                           | 한국소리문화의전당 모악당              |                                                        | 2014. 2. 15.             |
| 2014 | 윤한 프로포즈 콘서트                                         | 현대예술관 대공연장                    |                                                        | 2014. 2. 22.             |
| 2014 | 윤한 로맨틱 콘서트                                           | 연천수레울아트홀                       |                                                        | 2014. 3. 8.              |
| 2014 | 윤한 로맨틱 콘서트                                           | 금정문화회관 대공연장                  |                                                        | 2014. 3. 14.             |
| 2014 | 윤한 로맨틱 콘서트                                           | 군포시문화예술회관 수리홀              |                                                        | 2014. 3. 15.             |
| 2014 | 윤한 로맨틱 콘서트                                           | 노원문화예술회관 대공연장              |                                                        | 2014. 4. 18.             |
| 2014 | SEOUL JAZZ FESTIVAL 2014                                     | 올림픽공원                             | 황정규, 신동진                                         | 2014. 5. 17.             |
| 2014 | 손범수·진양혜의 TALK & CONCERT SEASON 4                      | 예술의전당 IBK챔버홀                   |                                                        | 2014. 6. 21.             |
| 2014 | 모닝 콘서트                                                  | 성산아트홀 소극장                      | 황정규                                                 | 2014. 7. 8.              |
| 2014 | 한여름 밤의 시네마 콘서트 - 윤한 Diary                       | 예술의전당 콘서트홀                    | 황정규, 신동진, 유승철, 윤종수, 정태호                 | 2014. 8. 28.             |
| 2014 | Let's Rock Festival                                          | 한강공원 난지지구 중앙잔디마당         |                                                        | 2014. 9. 20.             |
| 2014 | 브런치 콘서트                                                | 구리아트홀 유채꽃 소극장               |                                                        | 2014. 9. 24.             |
| 2014 | 2014 JOY OLPARK FESTIVAL                                     | 올림픽공원                             |                                                        | 2014. 9. 27.             |
| 2014 | 100대 피아노 콘서트                                          | 화원동산 사문진나루터                  |                                                        | 2014. 10. 3.             |
| 2014 | 피아니스트 윤한                                              | 꿈의숲 아트센터 콘서트홀               | 황정규, 최요셉, 유승철                                 | 2014. 10. 18.            |
| 2014 | 윤한 로맨틱 콘서트                                           | 광명시민회관 대공연장                  |                                                        | 2014. 11. 13.            |
| 2014 | 윤한 시네마 콘서트                                           | 국립중앙박물관 대극장                  |                                                        | 2014. 12. 26.            |
| 2015 | 윤한 콘서트 NEW YEAR'S PARTY                                 | 인천종합문화예술회관 소공연장          |                                                        | 2015. 1. 24.             |
| 2015 | 윤한 콘서트 KISS THE PIANO                                   | 잠실 롯데호텔 크리스탈볼룸             |                                                        | 2015. 2. 13.             |
| 2015 | The Romantist                                                | 구리아트홀 코스모스 대극장             | 리처드 용재 오닐, 성민제, 크리스 리                    | 2015. 2. 27.             |
| 2015 | The Romantist                                                | 세종문화회관 대극장                    | 리처드 용재 오닐, 성민제, 크리스 리                    | 2015. 3. 3.              |
| 2015 | The Romantist                                                | 과천시민회관 대극장                    | 리처드 용재 오닐, 성민제, 크리스 리                    | 2015. 3. 6.              |
| 2015 | THE PLAZA 2015 SPRING CONCERT “윤한 & I”                     | 플라자호텔 그랜드볼룸                  | 황정규, 최요셉                                         | 2015. 4. 17.             |
| 2015 | SEOUL JAZZ FESTIVAL 2015                                     | 올림픽공원                             | 한상희, 유승철, 김유성, 변영수, 박신원, 김나경, 최다울 | 2015. 5. 24.             |
| 2015 | YOONHAN LAST SUMMER PARTY                                    | 올림픽공원 88호수 수변무대             | 변영수, 김유성, 한상희, 유승철                         | 2015. 8. 29.             |
| 2016 | 윤한 콘서트 KISS THE PIANO                                   | 울주문화예술회관                       | 황지성, 최요셉                                         | 2016. 2. 18.             |
| 2016 | 윤한 콘서트 KISS THE PIANO                                   | 강동아트센터 대극장                    | 황지성, 최요셉                                         | 2016. 3. 12.             |
| 2016 | ARTS CONCERT in London                                       | 수성아트피아 용지홀                    |                                                        | 2016. 3. 20.             |
| 2016 | ARTS CONCERT in London                                       | 예술의전당 IBK챔버홀                   |                                                        | 2016. 3. 26.             |
| 2016 | 2016 토요아침음악회                                          | 평촌아트홀                             | 황지성, 최요셉                                         | 2016. 4. 23.             |
| 2016 | SWEET SPRING PIANO CONCERT                                   | 공감센터 공감홀                        | 황지성, 최요셉                                         | 2016. 4. 30.             |
| 2016 | 한국암웨이 25주년 기념 페스티벌 ‘A Beautiful Journey’        | 코엑스 C홀                             |                                                        | 2016. 7. 23.             |
| 2016 | 헬로 드뷔시! Hello, Debussy!                                 | 꿈의숲아트센터 콘서트홀                | 조준영, 임홍균, 강찬욱                                 | 2016. 8. 20.             |
| 2016 | 해피버스데이 드뷔시                                          | 예술의전당 IBK챔버홀                   | 조준영, 윤동환, 이호찬                                 | 2016. 8. 21.             |
| 2016 | 해피버스데이 드뷔시                                          | 금정문화회관 소공연장                  | 조준영, 윤동환, 이호찬                                 | 2016. 8. 30.             |
| 2016 | KISS THE PIANO                                               | 경상남도문화예술회관 대공연장          | 황지성                                                 | 2016. 12. 9.             |
| 2016 | Beautiful Day                                                | 수성아트피아 용지홀                    | 황지성, 최요셉                                         | 2016. 12. 18.            |
| 2016 | 아르츠 콘서트 크리스마스 인 런던                             | 예술의전당 IBK챔버홀                   | 황지성, 최요셉                                         | 2016. 12. 24.            |
| 2017 | 사랑에 관한 12가지 언어                                      | EBS 스페이스                           | 황지성, 최요셉, 김동민                                 | 2017. 1. 9.~2017. 1. 10. |
| 2017 | 윤한 M GIGS LIVE                                             | M아카데미 M콘서트홀                    | 심진, 정귀문, 김정훈                                   | 2017. 1. 21.             |
| 2017 | 팝 피아니스트 윤한 발렌타인 콘서트 ‘사랑에 관한 12가지 언어’ | 강동아트센터 대극장 한강               | 황지성, 정귀문, 최요셉                                 | 2017. 2. 14.             |
| 2017 | 윤한 투어 콘서트 <더 가까이> MUSIC & COFFEE                  | 빈브라더스 인천점                      | 심진, 정귀문, 김정훈                                   | 2017. 2. 18.             |
| 2017 | 윤한 투어 콘서트 <더 가까이> MUSIC & COFFEE                  | 빈브라더스 강남점                      | 심진, 정귀문, 김정훈                                   | 2017. 2. 25.             |
| 2017 | 윤한·신지호의 로맨틱 & 이모션                                | 당진문예의전당 대공연장                | 황지성                                                 | 2017. 3. 10.             |
| 2017 | 아르츠 콘서트 런던 VS 뉴욕                                   | 예술의전당 콘서트홀                    | 황지성, 최요셉, 유승철, 김동민                         | 2017. 3. 11.             |
| 2017 | 화이트데이 콘서트 ‘피아노로 쓰는 러브레터’                   | 영화의전당 하늘연극장                  | 황지성                                                 | 2017. 3. 14.             |
| 2017 | ROLLING 22 ANNIVERSARY 윤한 & 오왠                           | 롤링홀                                 |                                                        | 2017. 3. 19.             |
| 2017 | 윤한 투어 콘서트 <더 가까이> MUSIC & BOOK                    | 북바이북                               |                                                        | 2017. 3. 24.             |
| 2017 | La Siesta 윤한                                               | 축제극장 몸짓                          |                                                        | 2017. 3. 29.             |
| 2017 | 2017 해설이 있는 청소년음악회 ‘드뷔시’                       | 광주문화예술회관 소극장                | 김준, 양윤정, 장우리                                   | 2017. 4. 4.              |
| 2017 | 브런치 콘서트 리멤버 클래식 ‘드뷔시’                         | 부평아트센터 해누리극장                | 김준, 양윤정, 장우리                                   | 2017. 4. 27.             |
| 2017 | 윤한 투어 콘서트 <더 가까이> MUSIC & FLOWER                  | kukka 광화문점                         | 심진, 정귀문, 김정훈                                   | 2017. 4. 28.             |
| 2017 | 윤한 투어 콘서트 <더 가까이> MUSIC & BOOK                    | 최인아책방                             | 황지성                                                 | 2017. 6. 23.             |
| 2017 | 윤한 투어 콘서트 <더 가까이> MUSIC & BALANCE                 | wework 을지로점                        |                                                        | 2017. 8. 24.             |
| 2017 | 서울숲재즈페스티벌 2017                                      | 서울숲                                 |                                                        | 2017. 10. 8.             |
| 2017 | 모닝 콘서트 윤한의 “러브레터”                                | 성산아트홀 소극장                      |                                                        | 2017. 11. 14.            |
| 2017 | MERRY CHRISTMAS, 윤한                                        | 의정부예술의전당 대극장                |                                                        | 2017. 12. 23.            |
| 2018 | 윤한과 함께하는 여민락콘서트 CINEMA                          | 세종시청 여민실                        |                                                        | 2018. 1. 24.             |
| 2018 | YOONHAN JEON PIANO RECITAL IMPROVISATION                     | 영산아트홀                             |                                                        | 2018. 1. 31.             |
| 2018 | 러브레터 ｜ 이와이 슌지 시네마 콘서트                        | 예술의전당 콘서트홀                    |                                                        | 2018. 2. 3.              |
| 2018 | 윤한과 함께하는 여민락콘서트 JAZZ                            | 세종시청 여민실                        |                                                        | 2018. 2. 21.             |
| 2018 | 윤한과 함께하는 여민락콘서트 POP                             | 세종시청 여민실                        |                                                        | 2018. 3. 21.             |
| 2018 | 러브레터 ｜ 이와이 슌지 시네마 콘서트                        | 경주예술의전당 화랑홀                  |                                                        | 2018. 4. 25.             |
| 2018 | 윤한 피아노 소품집 발매 기념 콘서트 <지극히 사적인>          | 마리아칼라스홀                         |                                                        | 2018. 5. 25.             |
| 2018 | 윤한 피아노 소품집 발매 기념 콘서트 <지극히 사적인>          | 마리아칼라스홀                         | 2018. 5. 26.                                           |                          |
| 2018 | 누워서 듣는 음악회 <지극히 느리고 사적인>                    | 슬로우 하늘정원                        |                                                        | 2018. 7. 7.              |
| 2018 | 윤한 로맨틱 콘서트                                           | 김해서부문화센터 하늬홀                | 황지성, 최요셉                                         | 2018. 7. 11.             |
| 2018 | Art Splashing Summer Concert                                 | 인천국제공항 제2여객터미널 그레이트홀  |                                                        | 2018. 8. 2.              |
| 2018 | JAZZ FESTIVAL Double Pianoville                              | 경기도문화의전당 소극장                | 허진호, 최요셉                                         | 2018. 10. 5.             |
| 2018 | 공연예술축제 ‘그라제’                                        | 광주문화예술회관 소극장                | 황지성                                                 | 2018. 10. 21.            |
| 2018 | 선데이 콘서트 윤한 트리오 Autumn Song                        | 인천서구문화회관 대공연장              | 황지성, 최요셉                                         | 2018. 10. 28.            |
| 2018 | 러브레터 ｜ 이와이 슌지 시네마 콘서트                        | 영등포아트홀                           | 이현진, 김현규, 안두현                                 | 2018. 12. 21.            |
| 2019 | 보헤미안 랩소디 QUEEN을 위하여!                              | 롯데콘서트홀                           |                                                        | 2019. 3. 17.             |
| 2019 | 윤한의 SHALL WE JAZZ?                                        | 광주문화예술회관 소극장                |                                                        | 2019. 6. 13.             |
| 2019 | 피아니스트 윤한 정규 5집 앨범 <European Fantasy> 음감회      | 마리아칼라스홀                         |                                                        | 2019. 7. 4.              |
| 2019 | 피아니스트 윤한 정규 5집 앨범 <European Fantasy> 음감회      | 마리아칼라스홀                         | 2019. 7. 5.                                            |                          |
| 2019 | TRIBOWL JAZZ + FESTIVAL                                      | 트라이보울 실내공연장                  |                                                        | 2019. 8. 18.             |
| 2019 | 윤한 위드 프렌즈 유러피안 판타지                             | 세종문화회관 M씨어터                   | 고상지, 권서경, 성민제, 송민제, 조영덕                 | 2019. 9. 28.             |
| 2019 | 피아니스트 윤한 ― 그 남자의 작업실                           | 마리아칼라스홀                         |                                                        | 2019. 10. 5.             |
| 2019 | 피아니스트 윤한 ― 그 남자의 작업실                           | 마리아칼라스홀                         | 2019. 11. 16.                                          |                          |
| 2019 | 로맨틱 그리고 겨울                                           | 수원SK아트리움 대공연장                | 권서경, 황지성, 최요셉                                 | 2019. 11. 23.            |
| 2019 | 렉처 콘서트                                                  | 김포아트홀 예술아카데미                |                                                        | 2019. 11. 28.            |
| 2019 | 피아니스트 윤한 ― 그 남자의 작업실                           | 마리아칼라스홀                         |                                                        | 2019. 12. 21.            |
| 2019 | 크리스마스 콘서트 <화이트 세레나데>                          | 안성맞춤아트홀 소공연장                | 성민제, 박종호, 클라츠 오버                            | 2019. 12. 24.            |
| 2020 | 윤한의 화이트데이 콘서트                                     | 남동소래아트홀 소래극장                |                                                        | 2020. 3. 14.             |
| 2020 | 11시 음악산책 2 윤한의 그대를 그리다                         | 광주문화예술회관 소극장                | 황지성                                                 | 2020. 5. 27.             |
| 2020 | DMZ 콘서트                                                   | 임진각 평화누리                        |                                                        | 2020. 10. 24.            |
| 2020 | 세 남자의 환상적인 콜라보레이션 로맨틱 세레나데              | 다산아트홀                             | 성민제, 박종호                                         | 2020. 12. 13.            |
| 2020 | 스윗 크리스마스                                              | 남부문화예술회관 대공연장              | 황지성, 최요셉                                         | 2020. 12. 16.            |
| 2021 | 피아니스트 윤한 음감회                                       | 마리아칼라스홀                         |                                                        | 2021. 5. 15.             |
| 2021 | 사운드 오브 시네마                                           | 연수아트홀                             | 성민제                                                 | 2021. 10. 22.            |
| 2021 | ON STEINWAY VOL.7                                            | 글로리어겐 스튜디오                    |                                                        | 2021. 10. 30.            |
| 2022 | 윤한의 화이트데이 콘서트                                     | 구리아트홀 코스모스 대극장             | 권서경, 황지성                                         | 2022. 3. 19.             |
| 2022 | 피아니스트 윤한 잠자는 영화관 콘서트                         | 씨네드쉐프 용산아이파크몰 / 템퍼시네마 |                                                        | 2022. 4. 10.             |
| 2022 | 피아니스트 윤한의 너는 나의 봄                               | 하남문화예술회관 대극장                |                                                        | 2022. 4. 27.             |
| 2022 | 팝 피아니스트 윤한과 함께하는 아침음악살롱                   | 안산문화예술의전당 별무리극장          |                                                        | 2022. 5. 25.             |
| 2022 | 윤한 Improvisation in Stradeum                               | 스트라디움                             |                                                        | 2022. 6. 16.             |
| 2022 | Smile Love Weekend                                           | 노들섬                                 | 모트                                                   | 2022. 7. 23.             |
| 2022 | 팝 피아니스트 윤한과 함께하는 아침음악살롱                   | 안산문화예술의전당 별무리극장          | 황지성                                                 | 2022. 7. 27.             |
| 2022 | 세 남자의 11시 콘서트                                        | 노원문화예술회관 대공연장              |                                                        | 2022. 8. 3.              |
| 2022 | 팝 피아니스트 윤한과 함께하는 아침음악살롱                   | 안산문화예술의전당 별무리극장          | 조영덕                                                 | 2022. 8. 31.             |
| 2022 | 팸팸 페스타                                                  | 춘천 팸팸 페스타 행사장                |                                                        | 2022. 9. 15.             |
| 2022 | 팝 피아니스트 윤한과 함께하는 아침음악살롱                   | 안산문화예술의전당 별무리극장          | 윤동환, 신재민                                         | 2022. 9. 28.             |
| 2022 | 팝 피아니스트 윤한과 함께하는 아침음악살롱                   | 안산문화예술의전당 별무리극장          | 2022. 10. 26.                                          |                          |
| 2022 | 팝 피아니스트 윤한과 함께하는 아침음악살롱                   | 안산문화예술의전당 별무리극장          | 황지성, 신동진                                         | 2022. 11. 30.            |
| 2023 | 마티네 콘서트                                                | 라움아트센터                           | 황호규, 신동진                                         | 2023. 1. 31.             |
| 2023 | 피아니스트 윤한과 셰프 제이콥현의 달콤한 콘서트              | 글루호텔 B1 블루라운지                 |                                                        | 2023. 2. 25.             |
| 2023 | 마티네 콘서트                                                | 라움아트센터                           | 조영덕                                                 | 2023. 2. 28.             |
| 2023 | 윤한과 정재호의 러브 액츄얼리                                | 글루호텔 B1 블루라운지                 |                                                        | 2023. 3. 11.             |
| 2023 | 마티네 콘서트                                                | 라움아트센터                           | 박건우                                                 | 2023. 3. 28.             |
| 2023 | 2023 Morning Concert 봄이 오는 소리                          | 성산아트홀 소극장                      |                                                        | 2023. 4. 11.             |
| 2023 | 2023 함께, 봄                                                | 해오름극장                             |                                                        | 2023. 4. 15.             |
| 2023 | 피아니스트 윤한의 살롱 드 첼로                               | 국립아시아문화전당 예술극장            |                                                        | 2023. 4. 26.             |
| 2023 | 윤한과 함께하는 Salon de Cello                               | 평내도서관                             | 박건우                                                 | 2023. 7. 29.             |
| 2023 | 피아니스트 윤한의 Salon de Cello                             | 안성맞춤아트홀 소공연장                | 박건우                                                 | 2023. 8. 30.             |
| 2023 | 윤한과 함께하는 특별 콘서트                                  | 마포아트센터 플레이맥                  | 박건우                                                 | 2023. 10. 31.            |
| 2023 | 크리스마스 인 시네마                                         | 동구문화체육센터                       |                                                        | 2023. 12. 20.            |
| 2023 | 스페셜 콘서트 Salon de wine                                  | 안동문화예술의전당 백조홀              | 정상욱, 신동진                                         | 2023. 12. 27.            |
| 2024 | Live Sand Art & JAZZ CONCERT                                 | 쉐라톤 그랜드 인천 호텔                |                                                        | 2024. 3. 29.             |
| 2024 | 수면콘서트 <베스트드림콘서트>                                | 세빛섬 플로팅 아일랜드 컨벤션          |                                                        | 2024. 5. 2.              |
| 2024 | 와인et멜로디                                                 | 선농단역사문화관                       | 황호규                                                 | 2024. 5. 24.             |
| 2024 | Concert In The Fall - Begins 팝피아니스트 윤한 리사이틀      | 서빛마루문화예술회관                   | 김혜미, 황호규, 신동진                                 | 2024. 9. 27.             |
| 2024 | 베스트슬립 수면콘서트                                        | 세빛섬 플로팅 아일랜드 컨벤션          |                                                        | 2024. 10. 24.            |
| 2024 | 피아니스트 윤한, 재즈 빅밴드와 함께하는 윈터 워크            | GS칼텍스 예울마루 대극장               | 황호규, 신동진                                         | 2024. 12. 6.             |
| 2024 | 윤한 & 첼로댁 Let it Duo                                     | 안성맞춤아트홀 대공연장                | 황호규, 신동진                                         | 2024. 12. 21.            |
| 2025 | 피아니스트 윤한 콘서트 ― 겨울연가                            | 세종국악당                             |                                                        | 2025. 1. 31.             |
| 2025 | 윤한 트리오 로맨스 앤 리듬                                   | 남동소래아트홀 소래극장                | 정상욱, 신동진                                         | 2025. 2. 26.             |
| 2025 | 피아니스트 윤한과 함께 떠나는 파리, 음악이 빛나는 도시       | 파리                                   |                                                        | 2025. 4. 1.~2025. 4. 6.  |

## 그 외 활동

### TV
| 연도 | 방송사   | 프로그램                                            | 비고                      |
| ---- | -------- | --------------------------------------------------- | ------------------------- |
| 2012 | MBC      | 《아름다운 콘서트》                                 | 2012. 9. 4.~2012. 12. 3.  |
| 2012 | MBC      | 《문화사색 - 비틀즈, 결성 50주년》                  | 2012. 11. 6.              |
| 2012 | SBS      | 《컬처클럽》                                        | 2012. 12. 6.              |
| 2012 | MelOn    | 《멜론 뮤직 어워드 - OST 부문 후보곡 공연 및 시상》 | 2012. 12. 14.             |
| 2013 | KBS1     | 《클래식 오디세이》                                 | 2013. 2. 14.              |
| 2013 | MBC      | 《쇼! 음악중심》                                    | 2013. 11. 30.             |
| 2013 | SBS      | 《손기정 평화음악회》                               | 2013. 12. 27.             |
| 2014 | MBC      | 《쇼! 음악중심》                                    | 2014. 1. 4.               |
| 2014 | KBS 광주 | 《콘서트 필》                                       | 2014. 1. 14.              |
| 2014 | Mnet     | 《M Countdown》                                     | 2014. 1. 16.              |
| 2014 | MBC      | 《컬투의 베란다쇼》                                 | 2014. 2. 4.~2014. 2. 5.   |
| 2014 | KBS 광주 | 《콘서트 필》                                       | 2014. 2. 11.              |
| 2014 | EBS1     | 《EBS 스페이스 공감》                               | 2014. 2. 20.              |
| 2014 | KBS1     | 《이한철의 올댓뮤직》                               | 2014. 2. 27.              |
| 2014 | SBS      | 《브라질 2014 특집 드림콘서트》                     | 2014. 6. 15.              |
| 2014 | KBS 전주 | 《KBS 스페셜 - 나비》                               | 2014. 6. 23.              |
| 2014 | KBS1     | 《사랑의 리퀘스트》                                 | 2014. 8. 16.              |
| 2014 | KTV      | 《KTV 10 - 문화융성 행복한 대한민국》               | 2014. 11. 26.             |
| 2014 | MBC      | 《대한민국 아리랑 대축제 2014》                     | 2014. 12. 17.             |
| 2014 | KBS2     | 《1 대 100》                                        | 2014. 12. 30.             |
| 2015 | KBS1     | 《광복 70년 미래 30년 대한민국 100년의 드라마》     | 2015. 1. 1.               |
| 2015 | KBS1     | 《열린음악회》                                      | 2015. 1. 4.               |
| 2015 | MBC      | 《문화사색 - 네 남자의 클래식 향연, 로맨티스트》    | 2015. 3. 9.               |
| 2015 | MBC      | 《TV 예술무대》                                     | 2015. 3. 10.              |
| 2015 | SBS      | 《ONE K 콘서트》                                    | 2015. 10. 18.             |
| 2016 | EBS1     | 《장학퀴즈》                                        | 2016. 11. 12.             |
| 2016 | SBS      | 《희망TV SBS - 희망노래방 부기부기》                | 2016. 11. 18.             |
| 2017 | EBS1     | 《EBS 스페이스 공감》                               | 2017. 2. 9.               |
| 2017 | Mnet     | 《M GIGS》                                          | 2017. 2. 15.              |
| 2017 | MBC      | 《TV 예술무대》                                     | 2017. 4. 24.              |
| 2018 | KBS1     | 《열린음악회》                                      | 2018. 4. 15.              |
| 2018 | ETV      | 《시대를 그리다》                                   | 2018. 6. 19.~2018. 7. 31. |

#### 예능
| 연도 | 방송사     | 프로그램                          | 역할      | 비고                      |
| ---- | ---------- | --------------------------------- | --------- | ------------------------- |
| 2012 | On Style   | 《솔드아웃》                      | 게스트    | 2012. 11. 10.             |
| 2012 | MBC every1 | 《싱글즈 Trend maker》            | 게스트    | 2012. 11. 12.             |
| 2013 | On Style   | 《스타일 로그 - 탐나는 라이프》   | 게스트    | 2013. 3. 19.              |
| 2013 | KBS2       | 《해피선데이 - 맘마미아》         | 게스트    | 2013. 8. 11.              |
| 2013 | MBC        | 《우리 결혼했어요 시즌 4》        | 고정 출연 | 2013. 9. 14.~2014. 3. 15. |
| 2013 | On Style   | 《겟 잇 스타일 - 무스탕편》       | 게스트    | 2013. 12. 10.             |
| 2013 | On Style   | 《겟 잇 스타일 - 파티룩편》       | 게스트    | 2013. 12. 17.             |
| 2013 | On Style   | 《펫토리얼리스트》                | 게스트    | 2013. 12. 28.             |
| 2014 | O'live     | 《2014 테이스티로드》             | 게스트    | 2014. 1. 11.              |
| 2014 | MBC        | 《세바퀴》                        | 게스트    | 2014. 3. 29.              |
| 2014 | E Channel  | 《연애전당포》                    | 패널      | 2014. 5. 31.~2014. 7. 5.  |
| 2014 | SBS        | 《놀라운 대회 스타킹》            | 게스트    | 2014. 10. 18.             |
| 2015 | On Style   | 《겟 잇 뷰티》                    | 게스트    | 2015. 2. 11.              |
| 2015 | tvN        | 《뇌섹시대 문제적 남자》          | 게스트    | 2015. 10. 25.             |
| 2015 | MBC        | 《미스터리 음악쇼 복면가왕》      | 참가자    | 2015. 12. 13.             |
| 2016 | KBS2       | 《불후의 명곡 - 전설을 노래하다》 | 특별 출연 | 2016. 4. 23.              |
| 2017 | tvN        | 《수요미식회》                    | 게스트    | 2017. 5. 10.              |
| 2019 | KBS2       | 《불후의 명곡 - 전설을 노래하다》 | 특별 출연 | 2019. 12. 28.             |
| 2020 | MBN        | 《우리 다시 사랑할 수 있을까》    | 특별 출연 | 2020. 4. 8.               |
| 2022 | tvN        | 《식스센스》                      | 게스트    | 2022. 4. 1.               |

### 라디오
| 연도 | 방송사        | 프로그램                             | 역할      | 비고                        |
| ---- | ------------- | ------------------------------------ | --------- | --------------------------- |
| 2012 | MBC FM4U      | 《오늘아침 정지영입니다》            | 게스트    | 2012. 12. 28.               |
| 2013 | tbs FM        | 《이상우의 마이웨이》                | 게스트    | 2013. 1. 4.                 |
| 2013 | MBC 표준FM    | 《윤하의 별이 빛나는 밤에》          | 게스트    | 2013. 5. 7.                 |
| 2013 | SBS 파워FM    | 《공형진의 씨네타운》                | 게스트    | 2013. 7. 9.                 |
| 2013 | tbs FM        | 《김정난의 달콤한 밤, 당신의 도시》  | 게스트    | 2013. 8. 25.                |
| 2013 | tbs FM        | 《오지혜의 좋은 사람들》             | 게스트    | 2013. 8. 30.                |
| 2013 | KBS 제2FM     | 《슈퍼주니어의 키스 더 라디오》      | 게스트    | 2013. 9. 4.                 |
| 2013 | tbs FM        | 《김정난의 달콤한 밤, 당신의 도시》  | 게스트    | 2013. 9. 21.                |
| 2013 | KBS 제2FM     | 《이현우의 음악앨범》                | 게스트    | 2013. 10. 24.               |
| 2013 | KBS 제2FM     | 《김C의 뮤직쇼》                     | 일일 DJ   | 2013. 10. 28.~2013. 10. 29. |
| 2013 | KBS 제2FM     | 《이소라의 가요 광장》               | 게스트    | 2013. 11. 11.               |
| 2013 | KBS 제2FM     | 《김C의 뮤직쇼》                     | 게스트    | 2013. 11. 14.               |
| 2013 | SBS 파워FM    | 《아름다운 이 아침 김창완입니다》    | 게스트    | 2013. 11. 15.               |
| 2013 | KBS 제2FM     | 《장윤주의 옥탑방 라디오》           | 게스트    | 2013. 11. 19.               |
| 2013 | MBC FM4U      | 《FM 데이트 박지윤입니다》           | 게스트    | 2013. 11. 24.               |
| 2013 | KBS 제2FM     | 《이소라의 가요 광장》               | 게스트    | 2013. 11. 25.               |
| 2013 | KBS 제2FM     | 《슈퍼주니어의 키스 더 라디오》      | 게스트    | 2013. 11. 27.               |
| 2013 | tbs FM        | 《JK 김동욱의 원더풀 투나잇》        | 게스트    | 2013. 12. 5.                |
| 2013 | KBS 제2FM     | 《이소라의 가요 광장》               | 게스트    | 2013. 12. 6.                |
| 2013 | KBS 제2FM     | 《이소라의 가요 광장》               | 게스트    | 2013. 12. 13.               |
| 2013 | SBS 파워FM    | 《정선희의 오늘 같은 밤》            | 게스트    | 2013. 12. 21.               |
| 2013 | KBS 제2FM     | 《이소라의 가요 광장》               | 게스트    | 2013. 12. 24.               |
| 2014 | SBS 파워FM    | 《김창렬의 올드 스쿨》               | 게스트    | 2014. 2. 4.                 |
| 2014 | EBS FM        | 《경청》                             | DJ        | 2014. 2. 25.~2014. 8. 22.   |
| 2014 | SBS 파워FM    | 《두시탈출 컬투쇼》                  | 게스트    | 2014. 4. 30.                |
| 2014 | KBS 제2라디오 | 《매일 그대와 김동규입니다》         | 일일 DJ   | 2014. 8. 11.                |
| 2014 | MBC 표준FM    | 《박준형, 정경미의 2시만세》         | 게스트    | 2014. 9. 2.                 |
| 2014 | MBC FM4U      | 《써니의 FM 데이트》                 | 게스트    | 2014. 9. 17.                |
| 2015 | SBS 러브FM    | 《박소현의 러브 게임》               | 게스트    | 2015. 2. 10.                |
| 2015 | MBC FM4U      | 《두시의 데이트 박경림입니다》       | 게스트    | 2015. 2. 17.                |
| 2015 | EBS FM        | 《책으로 행복한 12시, 문지애입니다》 | 게스트    | 2015. 3. 11.                |
| 2015 | EBS FM        | 《책으로 행복한 12시, 문지애입니다》 | 게스트    | 2015. 3. 25.                |
| 2015 | EBS FM        | 《책으로 행복한 12시, 문지애입니다》 | 게스트    | 2015. 4. 8.                 |
| 2015 | EBS FM        | 《책으로 행복한 12시, 문지애입니다》 | 고정 출연 | 2015. 4. 15.~2016. 2. 24.   |
| 2015 | MBC FM4U      | 《푸른 밤 종현입니다》               | 게스트    | 2015. 8. 21.                |
| 2015 | KBS 제2FM     | 《박명수의 라디오쇼》                | 게스트    | 2015. 10. 22.               |
| 2016 | SBS 파워FM    | 《박선영의 씨네타운》                | 게스트    | 2016. 5. 4.                 |
| 2016 | SBS 파워FM    | 《김창렬의 올드 스쿨》               | 게스트    | 2016. 5. 31.                |
| 2016 | KBS 제2FM     | 《박명수의 라디오쇼》                | 게스트    | 2016. 6. 9.                 |
| 2016 | EBS FM        | 《음악이 흐르는 책방, 박원입니다》   | 게스트    | 2016. 8. 16.                |
| 2016 | SBS 러브FM    | 《이숙영의 러브FM》                  | 게스트    | 2016. 12. 2.                |
| 2016 | MBC FM4U      | 《푸른 밤 종현입니다》               | 게스트    | 2016. 12. 2.                |
| 2016 | SBS 파워FM    | 《박선영의 씨네타운》                | 고정 출연 | 2016. 12. 7.~2017. 3. 15.   |
| 2016 | SBS 파워FM    | 《장예원의 오늘 같은 밤》            | 게스트    | 2016. 12. 9.                |
| 2016 | MBC 표준FM    | 《박정아의 달빛낙원》                | 게스트    | 2016. 12. 12.               |
| 2016 | SBS 파워FM    | 《책과 사람》                        | 게스트    | 2016. 12. 19.~2016. 12. 25. |
| 2016 | SBS 러브FM    | 《책과 사람》                        | 게스트    | 2016. 12. 19.~2016. 12. 25. |
| 2016 | EBS FM        | 《English Go! Go!》                  | 게스트    | 2016. 12. 21.               |
| 2016 | SBS 파워FM    | 《두시탈출 컬투쇼》                  | 게스트    | 2016. 12. 22.               |
| 2016 | MBC FM4U      | 《테이의 꿈꾸는 라디오》             | 게스트    | 2016. 12. 23.               |
| 2017 | SBS 파워FM    | 《장예원의 오늘 같은 밤》            | 게스트    | 2017. 1. 3.~2017. 1. 9.     |
| 2017 | KBS 제2FM     | 《박지윤의 가요 광장》               | 게스트    | 2017. 2. 11.                |
| 2017 | KBS 제2라디오 | 《행복한 두시 조성모입니다》         | 게스트    | 2017. 7. 28.                |
| 2017 | SBS 파워FM    | 《아름다운 이 아침 김창완입니다》    | 게스트    | 2017. 12. 18.               |
| 2017 | MBC FM4U      | 《테이의 꿈꾸는 라디오》             | 게스트    | 2017. 12. 23.               |
| 2017 | SBS 파워FM    | 《최화정의 파워 타임》               | 게스트    | 2017. 12. 29.               |
| 2018 | EBS FM        | 《박원의 뮤직 원더랜드》             | 게스트    | 2018. 1. 3.                 |
| 2018 | BBS           | 《밤의 창가에서, 이지형입니다》      | 게스트    | 2018. 5. 21.                |
| 2018 | MBC 표준FM    | 《산들의 별이 빛나는 밤에》          | 고정 출연 | 2018. 7. 15.~2019. 9. 29.   |
| 2019 | MBC FM4U      | 《두시의 데이트 지석진입니다》       | 게스트    | 2019. 7. 10.                |
| 2019 | SBS 파워FM    | 《아름다운 이 아침 김창완입니다》    | 게스트    | 2019. 7. 17.                |
| 2019 | KBS 제2FM     | 《박원의 키스 더 라디오》            | 게스트    | 2019. 7. 24.                |
| 2019 | EBS FM        | 《세계음악기행》                     | 게스트    | 2019. 8. 7.                 |
| 2021 | SBS 파워FM    | 《아름다운 이 아침 김창완입니다》    | 게스트    | 2021. 3. 24.                |
| 2021 | KBS 제2FM     | 《황정민의 뮤직쇼》                  | 게스트    | 2021. 3. 24.                |
| 2022 | BTN라디오     | 《러브렌즈 오늘은, 윤한입니다》      | 일일 DJ   | 2022. 4. 14.                |
| 2022 | Gugak FM      | 《바투의 상사디야》                  | 게스트    | 2022. 4. 20.                |
| 2022 | EBS FM        | 《세계음악기행》                     | 게스트    | 2022. 5. 4.                 |
| 2022 | 경인방송      | 《SUPER K-POP》                      | 게스트    | 2022. 5. 11.                |
| 2022 | 아리랑 라디오 | 《박현준의 라디오 가가》             | 게스트    | 2022. 5. 18.                |
| 2022 | MBC FM4U      | 《GOT7 영재의 친한친구》             | 게스트    | 2022. 5. 26.                |
| 2022 | BTN라디오     | 《딱 듣기 좋은 밤, 배인혁입니다》    | 게스트    | 2022. 5. 30.                |
| 2022 | 국방FM        | 《레이나의 건빵과 별사탕》           | 게스트    | 2022. 6. 9.                 |
| 2022 | TBS eFM       | 《Uncoded》                          | 게스트    | 2022. 6. 24.                |
| 2022 | MBC FM4U      | 《굿모닝FM 장성규입니다》            | 게스트    | 2022. 11. 1.                |
| 2023 | MBC FM4U      | 《굿모닝FM 테이입니다》              | 게스트    | 2023. 12. 22.               |

### 광고
| 연도 | 기업     | 브랜드                 | 종류   |
| ---- | -------- | ---------------------- | ------ |
| 2014 | 삼성전자 | 아티브 북9 2014 에디션 | 랩톱   |
| 2019 | 트로닉   | 수소미스트 워터테라피  | 화장품 |

뮤지컬
- 2012. 3. 20.~2012. 4. 29. 《모비딕》 - 이스마엘 역

홍보대사
- 2013. KT&G 상상마당 음악영화제 홍보대사
- 2014. 아우디 A3 홍보대사
- 2017. 순천시 홍보대사

## 수상 및 후보
| 연도 | 시상식                       | 부문                        | 작품                                | 결과 |
| ---- | ---------------------------- | --------------------------- | ----------------------------------- | ---- |
| 2008 | 리드머 리믹스 컴피티션       | 대상                        | 《리드머 리믹스 Vol.2》 - No Way    | 수상 |
| 2008 | 리드머 리믹스 컴피티션       | 인기상                      | 《리드머 리믹스 Vol.2》 - City Soul | 수상 |
| 2008 | 광화문 KT 아트홀 재즈 콩쿠르 | 입상                        |                                     | 수상 |
| 2013 | 뷰티풀 민트 라이프           | 최고의 루키                 |                                     | 수상 |
| 2013 | MBC 방송연예대상             | 올해의 스타상               | 《우리 결혼했어요 시즌 4》          | 수상 |
| 2013 | MBC 방송연예대상             | 베스트 커플상 (with 이소연) | 《우리 결혼했어요 시즌 4》          | 후보 |